# فضة
الفضّة عنصر كيميائي رمزه Ag وعدده الذري 47، ويقع ضمن عناصر الفلزّات الانتقالية في الجدول الدوري وذلك في عناصر الدورة الخامسة والمجموعة الحادية عشرة. الفضّة ذات لون مميّز يقع بين الأبيض والرمادي، والذي ينسب لها فيقال لون فضّي؛ ولها خواص مميّزة، فهي ذات أعلى قيمة بين الفلزّات من حيث الناقلية الكهربائية والحرارية وكذلك الانعكاسية.
توجد الفضّة في القشرة الأرضية إمّا على الشكل الحرّ العنصري الطبيعي، أو على شكل سبيكة مع الذهب، أو ضمن مكوّنات بعض المعادن مثل أرجنتيت وكلورارجيريت. يستحصل على معظم الفضّة كناتج ثانوي من عمليات تكرير وتنقية الفلزّات الأخرى مثل الذهب والنحاس والرصاص.
الفضّة من الفلزّات النفيسة وكذلك من فلزّات النقود، لذلك استعملت في سكّ النقود، وحدها أو مع الذهب أحياناً. على الرغم من أنّها أكثر وفرةً في الطبيعة من الذهب، إلّا أنّ الوفرة على شكلّ فلز طبيعي قليلة. للفضّة العديد من الاستخدامات، فبالإضافة إلى استخدامها في مجال الحليّ وسكّ النقود والاستثمارات المالية، فلها تطبيقات في مجال صناعة الألواح الشمسية وتنقية المياه والصناعات الإلكترونية والصناعات الكيميائية، بالإضافة إلى استخدامها في صناعة الفضّيات.

## التاريخ

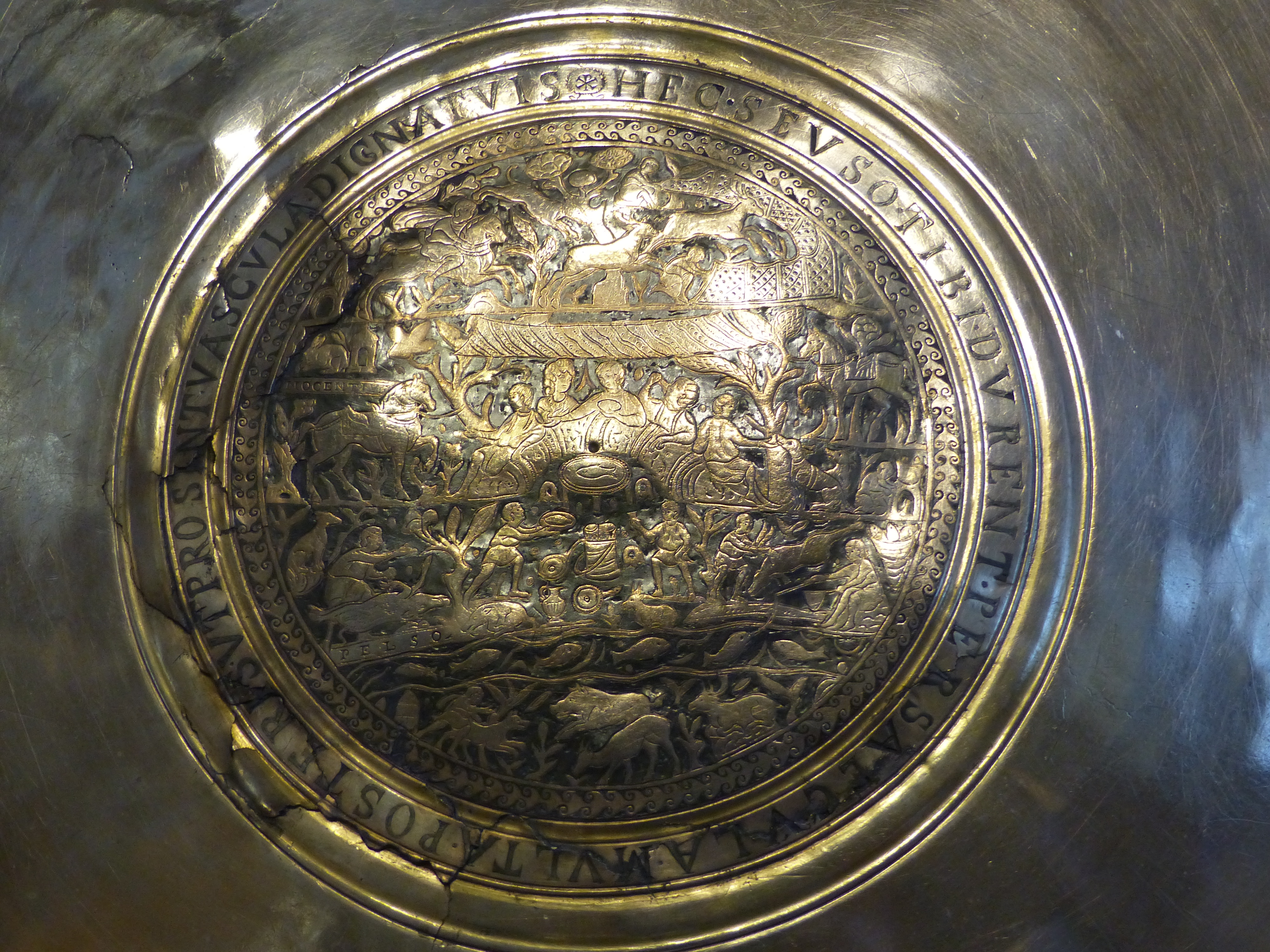
طبق من الفضّة يعود إلى القرن الرابع الميلادي

كانت الفضّة واحدةً من الفلزّات «العتيقة» التي اكتشفت وعرفها الإنسان منذ التاريخ القديم، وأتاح وجود فلزّي الفضّة والذهب بالشكل الأصلي الحرّ في الطبيعة استخدامهما في المقايضات المالية بأشكالها البدائية؛ أو لمجرد أغراض الزينة. ولكن بما أن للفضّة تفاعلية كيميائية أكبر من الذهب، لذلك كان العثور عليها بشكلها الحرّ صعباً في كثيرٍ من الأحيان، بالتالي، وعلى سبيل المثال، كانت الفضّة أغلى من الذهب في مصر القديمة حتّى حوالي القرن الخامس عشر قبل الميلاد. يعتقد أنّ المصريين القدماء كانوا قد تمكّنوا من فصل الذهب عن الفضّة في الخامات بتسخين الفلزّات مع الملح ثم باختزال كلوريد الفضّة الناتج إلى الفضّة مجدّداً.
تغيّر الوضع مع اكتشاف أسلوب البوتقة الحرارية، وهي تقنية مكّنت من استخراج الفضّة من خاماتها. عثر على أكوام من الخبث الناتج عن تعدين الفضّة بهذه الطريقة في آسيا الصغرى (هضبة الأناضول) وفي جزر بحر إيجة، وأشارت الدلائل أنّ تلك الفضّة كانت قد فصلت عن الرصاص منذ الألفية الرابعة قبل الميلاد. كانت جزيرة سردينيا من المراكز المهمّة التي شهدت في العصر النحاسي أيضاً تعدين الفضّة فيها. إلّا أنّ تلك الأساليب في التعدين كانت محدودة الانتشار نوعاً ما، واقتصرت ضمن المناطق الجغرافية قبل أن تتوسّع في وقت لاحق؛ إذ أنّ الاكتشافات الأثرية للفضّة في الهند والصين واليابان تعود في تاريخها إلى نفس الحقبة التاريخية تقريباً.
عندما أتى الفينيقيون إلى شبه الجزيرة الإيبيرية وجدوا كمّيات كبيرة من الفضّة، إلى درجة أنّهم لم يستطيعوا حملها معهم كاملةً في سفنهم، حتّى أنّهم استعملوها لتثقيل مراسيهم بدلاً من الرصاص. كانت النقود الفضّية في عصر الإغريق والرومان دعامةً للاقتصاد، فالإغريق كانوا قد تمكّنوا من استخراج الفضّة من معدن الغالينا منذ القرن السابع قبل الميلاد، كما يعزى صعود نجم مدينة أثينا جزئياً إلى استخراج الفضّة من مناجم لافريو القريبة منها، حيث كان يستخرج تقريباً حوالي 30 طنّ سنوياً بين سنتي 600 إلى 300 قبل الميلاد. اعتمد استقرار العملة الرومانية بدرجة كبيرة على توافر سبائك الفضّة والتي كان مصدرها غالباً من إسبانيا، حتّى بلغ الإنتاج هناك ذروته في القرن التاسع الميلادي، وخاصّة في عهد شارلمان، إذ جرى تدوير حوالي 10 آلاف طن من منتجات الفضّة في اقتصاد الإمبراطورية الرومانية.

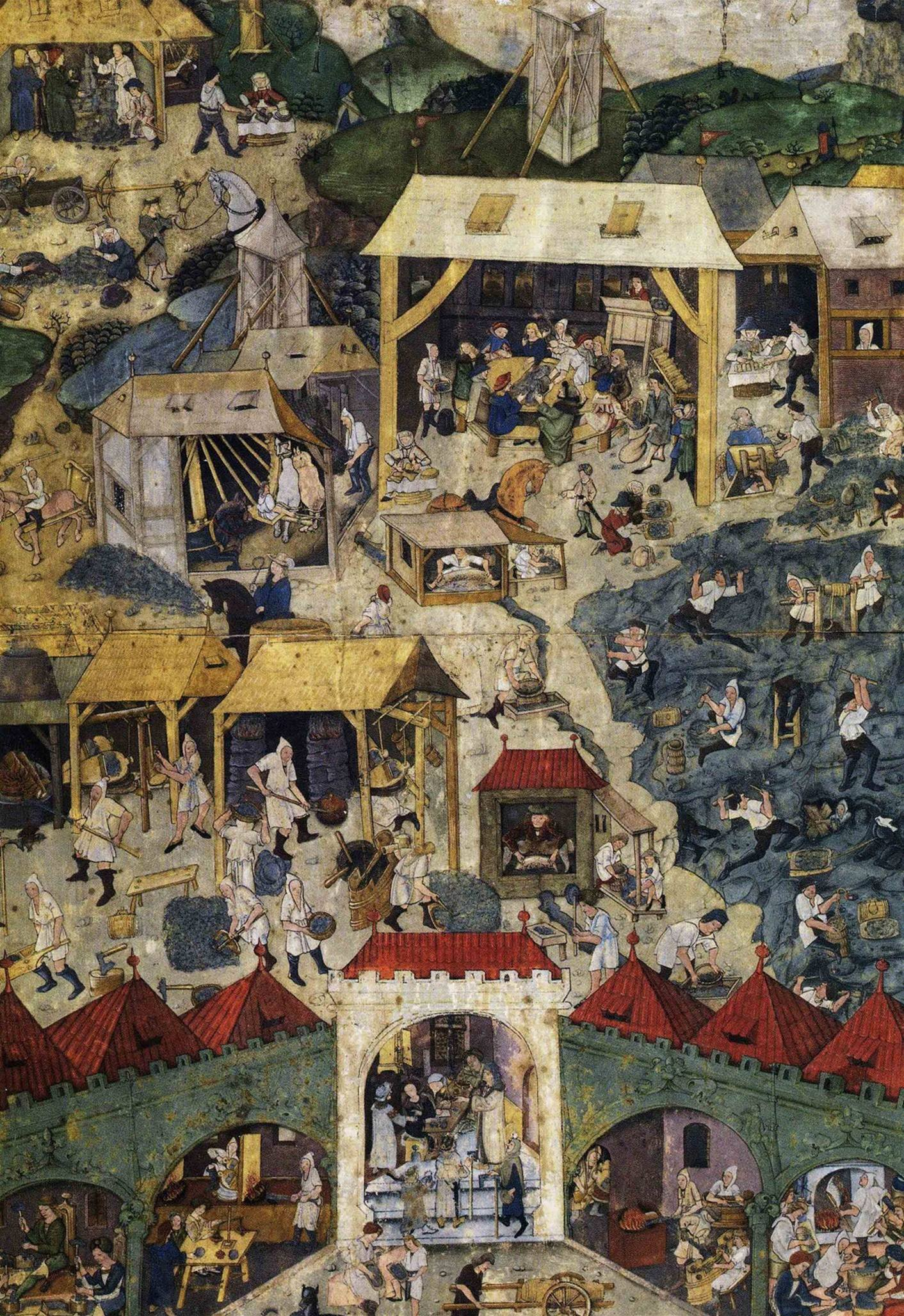
تعدين الفضّة ومعالجتها في كوتنا هورا في بوهيميا أواخر القرن الخامس عشر للميلاد.

كانت أوروبّا الوسطى والغربية مركزاً لإنتاج الفضّة في العصور الوسطى، إذ اكتشف عددٌ لا بأس به من المناجم خاصّة في منطقة جبال الخام وبوهيميا وساكسونيا والألزاس وغيرها. كانت خامات الفضّة في تلك المناطق غنيّة بالفضّة، وكان يسهل فصلها وصهرها، كما كان يعثر على الفضّة بشكلها العنصري في بعض الأحيان. مع مرور الوقت نضبت بعض المناجم من الفضّة، إلّا أنّ بعضها الآخر استمرّ بالإنتاج بطاقةٍ إنتاجية وصلت إلى حوالي 50 طن سنوياً حتّى انطلاق الثورة الصناعية في أوروبّا. شهدت الحضارات الأخرى خلال تلك الفترة أيضاً تطوّراً في استخراج الفضّة ومعالجتها سواءً في مناطق الخلافة الإسلامية أو الهند أو الصين، كذلك الأمر في حضارات أمريكا الوسطى. عثر على العديد من خامات الفضّة في القارّتين الأمريكيتين، ومع توسّع الاستعمار الإسباني ازداد إنتاج الفضّة، خاصّة في دول أمريكا الجنوبية، مثل البيرو وبوليفيا وتشيلي، وكذلك في الأرجنتين، والتي يعود أصل تسميتها إلى الفضّة. مع ازدياد الإنتاج انتعشت تجارة الفضّة في مختلف أرجاء العالم، سواءً غرباً وخاصة في إسبانيا، إذ لعبت الفضّة دوراً كبيراً في توطيد نفوذ الإمبراطورية الإسبانية؛ أو شرقاً، وخاصّةً في الصين وشرقي آسيا. توسّع إنتاج الفضّة في القرن التاسع عشر ليصل إلى دول العالم الجديد مثل الولايات المتحدة وكندا والمكسيك وأستراليا.
منذ منتصف القرن التاسع عشر شهد السوق تطوّراً في إنتاج الفولاذ المقاوم للصدأ، والذي عمل بفضل خواصّه المميّزة وسعره المناسب بعد الحرب العالمية الأولى على إزاحة الفضّة من التطبيقات التقليدية لها مثل صناعة الأطباق وأدوات تناول الطعام. إلّا أنّ الفضّة وجدت لها تطبيقاً في التصوير الضوئي التقليدي منذ أوائل القرن العشرين، والذي ما لبث أن تراجع مجدّداً في نهايته مع التطوّر في التصوير الرقمي.

## الوفرة الطبيعية

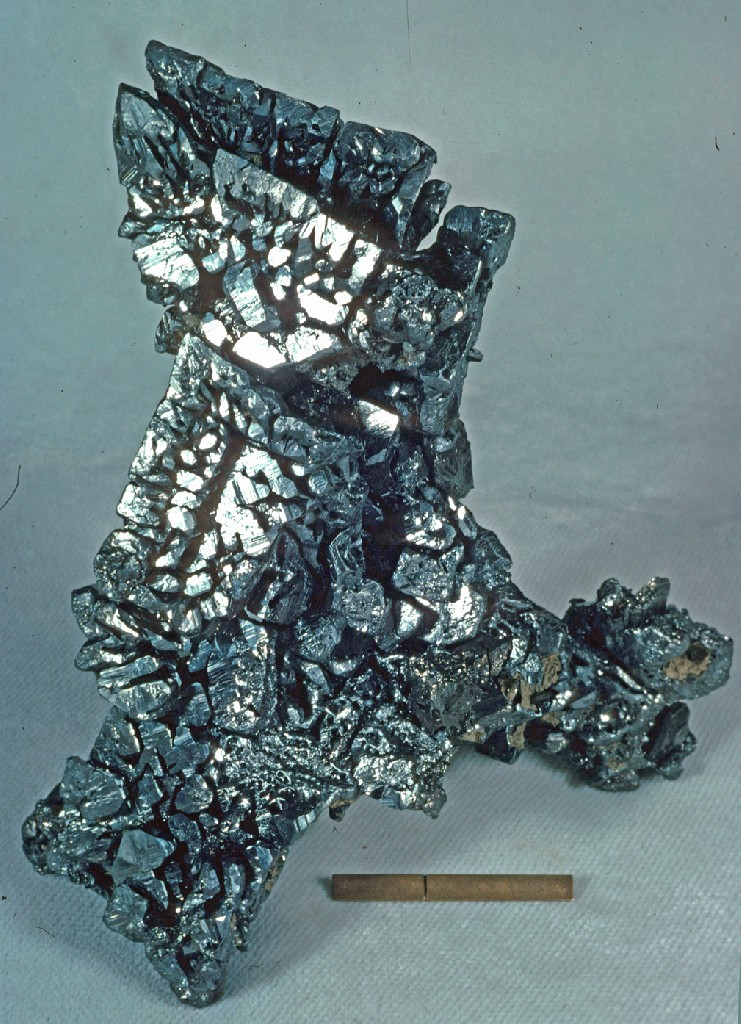
عينة من معدن الأكانثيت عثر عليها في منجم في ولاية سونورا في المكسيك.

تبلغ الوفرة الطبيعية للفضّة في القشرة الأرضية حوالي 0.08 جزء في المليون (ppm)، وهي القيمة نفسها تقريباً لعنصر الزئبق؛ وبذلك تكون الفضّة أكثر وفرةً من الذهب بـ 20 مرّة، ولكن بالمقابل أقلّ وفرةً من النحاس بمقدار 700 مرّة.
توجد الفضّة في بعض الأحيان على شكلها الطبيعي الأصلي على هيئة قطعٍ صغيرة أو صفيحاتٍ رقيقة أو على شكل حبال متشجّرة؛ إلّا أنّه غالباً ما توجد مرتبطةً مع عناصر أخرى في معادن مختلفة. ينتمي خام الفضّة إلى معادن الكبريتيدات في أغلب الأحيان، وذلك على شكل كبريتيد الفضة Ag2S خاصّة في معدني الأكانثيت والأرجنتيت (نسبة الفضّة 87%) أو شترومايريت (نسبة الفضّة 53%). تحوي توضّعات الأرجنتيت في بعض الأحيان على قطعٍ من الفضّة الخالصة، خاصّة في الأوساط المختزلة؛ في حين أنّ التماس مع الماء المالح يحوّلها إلى كلورارجيريت (قرن الفضّة، AgCl)، وهو الشكل الذي يكثر وجوده في تشيلي وفي أستراليا.
توجد الفضّة في أشكال معدنية أخرى، وذلك على شكل نكتيدات (مركّبات مجموعة النتروجين) أو كالكوجينيدات (مركّبات مجموعة الأكسجين)، وتكون تلك الأشكال المعدنية ذات مظهر لمّاع وخواص شبه موصلة. من خامات الفضّة النادرة معدن ألارجينتم، الذي يحوي نسبة مرتفعة من الفضّة تصل إلى 99% مع نسبة متبقّية من الإثمد؛ وكذلك معدن ميارجيريت AgSbS2 الحاوي على الكبريت بالإضافة إلى الإثمد. كما يكثر أن تشترك الفضّة في خاماتها مع عددٍ من العناصر الفلزّية الأخرى مثل النحاس أو النيكل أو الرصاص أو الزنك. إجمالياً هناك حوالي 167 معدن معروف يحوي الفضّة في تركيبه.
من أكثر المناطق في العالم غنىً بخامات الفضّة كلّ من البيرو والمكسيك وبوليفيا والصين وتشيلي وأستراليا وبولونيا وصربيا. بدأ تعدين الفضّة في دول أمريكا الوسطى والجنوبية: المكسيك والبيرو وبوليفيا منذ أواسط القرن السادس عشر، ولا تزال تلك الدول حتى الآن من متصدّري إنتاج الفضّة في العالم. كما عثر مؤخّراً في آسيا الوسطى وخاصّة في طاجيكستان على توضّعات لخامة الفضّة، والتي تعدّ من الأكبر من نوعها في العالم. على العموم هناك حوالي 5500 موقع مسجل لخامة الفضّة في البيانات.

الإنتاج العالمي من الفضّة سنة 2011
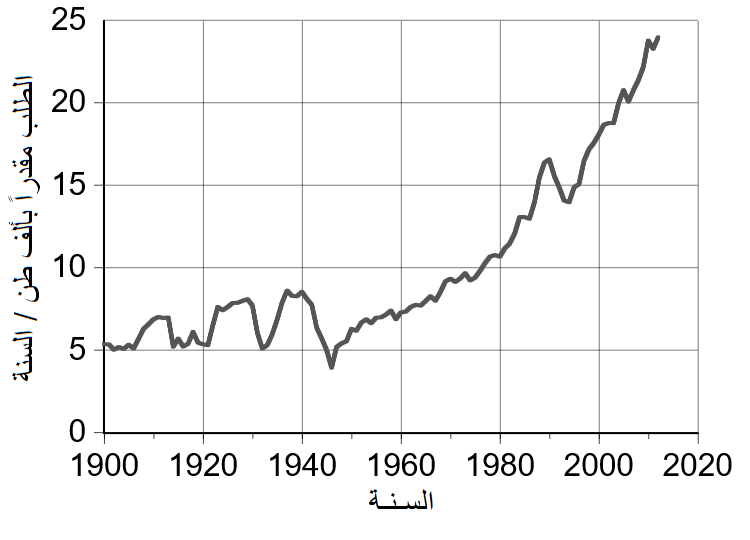
مخطط بياني لازدياد الطلب العالمي على الفضّة

## الإنتاج
كانت المكسيك سنة 2014 متصدّرة الدول المنتجة للفضّة بحوالي 5000 طن، وهو ما يعادل حوالي 19% من الإنتاج العالمي الذي يبلغ حوالي 27 ألف طن، تليها الصين (حوالي 4000 طن) ثم البيرو (حوالي 3700 طن).
تعالج خامة الفضّة عندما تكون منفصلة بمحلول من سيانيد الصوديوم بوجود وفرة من أكسجين الهواء، وذلك بأسلوب مشابه لمعالجة خامات الذهب.
{\displaystyle \mathrm {2\ Ag+H_{2}O+\ ^{1}/_{2}\ O_{2}+4\ NaCN\rightarrow \ 2\ Na[Ag(CN)_{2}]\ +\ 2\ NaOH} }
{\displaystyle \mathrm {Ag_{2}S\ +4\ NaCN\rightarrow \ 2\ Na[Ag(CN)_{2}]\ +\ Na_{2}S} }
{\displaystyle \mathrm {AgCl\ +2\ NaCN\rightarrow \ Na[Ag(CN)_{2}]\ +\ NaCl} }
يختزل المعقّد الناتج باستخدام الزنك للحصول على الفضّة.
{\displaystyle \mathrm {2\ Na[Ag(CN)_{2}]\ +Zn\rightarrow \ Na_{2}[Zn(CN)_{4}]+\ 2\ Ag} }.
توجد الفضّة غالباً في خاماتها على شكل كبريتيد، وذلك إمّا بشكلٍ منفصل أو برفقة عددٍ من الفلزّات الأخرى مثل الرصاص في معدن غالينا (كبريتيد الرصاص) أو في معدن السيروسيت (كربونات الرصاص). بالتالي فإنّ أُولى مراحل إنتاج الفضّة في تلك الحالات تتضمّن صهر الخامة ثم إجراء عملية البوتقة الحرارية، والتي تعود أصولها تاريخياً إلى العصور القديمة. ينصهر الرصاص عند 327 °س، أمّا أكسيد الرصاص فينصهر عند 888 °س، في حين أنّ الفضّة تنصهر عند 960 °س. كي تفصل الفضّة عن ذلك المزيج تصهر السبيكة مرّة أخرى عند درجات حرارة مرتفعة تصل إلى 1000 °س ضمن وسط مؤكسد (غني بالأكسجين). يتأكسد الرصاص وفق هذه الشروط إلى أكسيد الرصاص الثنائي (يعرف باسم مرتك)، والذي لديه قدرة على انتزاع الأكسجين من الفلزّات الموجودة في الوسط. يسحب أكسيد الرصاص المنصهر من الوسط وفق مبدأ الخاصّية الشعرية إلى بطانة موقد الكانون.

### التنقية
تنقّى الفضّة أثناء عمليات التحليل الكهربائي للفلزّات المرافقة حيث يحصل عليها كناتج ثانوي مرتفع القيمة. فعلى سبيل المثال أثناء تنقية النحاس يترسّب على المهبط ضمن عمليات إنتاجه، في حين أن الفضّة المترافقة مع خامة النحاس تترسّب على المصعد. تؤخذ الفضّة وتنقّى من الشوائب بالمعالجة مع حمض الكبريتيك الممدّد والغنيّ بالأكسجين ثم بالتسخين مع الكلس أو صهارة السيليكا؛ ثم يجرى تنقيتها مرّة أخرى بالتحليل الكهربائي في محلول من النترات.
في الوقت الحالي يقتصر إنتاج الفضّة في أغلب الأحيان بكونها ضمن المنتجات الثانوية لتنقية فلزّات النحاس أو الرصاص أو الزنك بواسطة التحليل الكهربائي؛ في حين أنّه في السابق كانت التنقية معتمدة على المعالجة الحرارية لصبّات الخامات الحاوية على الفضّة وفق «عملية باركس» (نسبة إلى ألكسندر باركس). تعتمد عملية باركس على مبدأ اختلاف الانحلالية بين الفضّة والرصاص في الزنك في حالاتها المنصهرة.

## النظائر
تتألّف الفضّة المتوفّرة طبيعياً من نظيرين مستقرين، هما فضّة-107 107Ag وفضّة-109 109Ag، وذلك بنسب متقاربة، وإن كانت زائدة بشكل طفيف (51.839%) للنظير الأخف 107Ag. هذا التساوي بالوفرة الطبيعية بين نظيرين مستقرّين نادر الحدوث بين عناصر الجدول الدوري، ووفقاً لتوزّع نسب نظيري الفضّة فإنّ لها الوزن الذري 107.8682 وحدة كتل ذرية.
هناك 28 نظير مشع معروف للفضّة، أكثرها استقراراً النظائر 105Ag بعمر نصف مقداره 41.29 يوماً، ثم 111Ag بعمر نصف مقداره 7.45 يوماً، ثم 112Ag بعمر نصف مقداره 3.13 ساعة. للفضّة العديد من المصاوغات النووية، أكثرها استقراراً 108mAg (عمر نصف 418 سنة) و110mAg (عمر نصف 249.79 يوم) و106mAg (عمر نصف 8.28 يوم). أمّا باقي النظائر المشعّة فهي ذات أعمار نصف أقلّ من ساعة واحدة، ومعظمها أقلّ من ثلاث دقائق.
تتراوح الكتل الذرية لنظائر الفضّة بين 92.950 (93Ag) و129.950 (130Ag). يكون نمط الاضمحلال الرئيسي للنظائر ذات الكتل الذرّية الأقلّ من 107 وفق التقاط إلكترون ويكون ناتج الاضمحلال الرئيسي هو البالاديوم؛ في حين أنّ نمط الاضمحلال الرئيسي للنظائر ذات الكتل الذرّية الأعلى من 107 وفق اضمحلال بيتا ويكون ناتج الاضمحلال الرئيسي هو الكادميوم.
ينتج كلا نظيري الفضّة في النجوم وفق عملية التقاط النيوترون البطيئة، وكذلك في المستعرات العظمى وفق عملية التقاط النيوترون السريعة. يضمحلّ نظير البالاديوم 107Pd إلى الفضّة-107 107Ag بعمر نصف 6.5 مليون سنة؛ بالتالي فإنّ النيازك الحديدية هي الأجسام الوحيدة الطبيعية التي تحوي نسبةً أعلى من البالاديوم بالنسبة للفضّة. جرى اكتشاف النظير 107Ag ذي الأصل الإشعاعي لأوّل مرّة في نيزك سانتا كلارا سنة 1978؛ وعلى العموم تعكس نسب البالاديوم-107 إلى الفضّة-107 في الأجرام المنصهرة منذ تنامي النظام الشمسي وجود النويدات غير المستقرّة في المراحل الأولى لذلك النظام.

## الخواص الفيزيائية

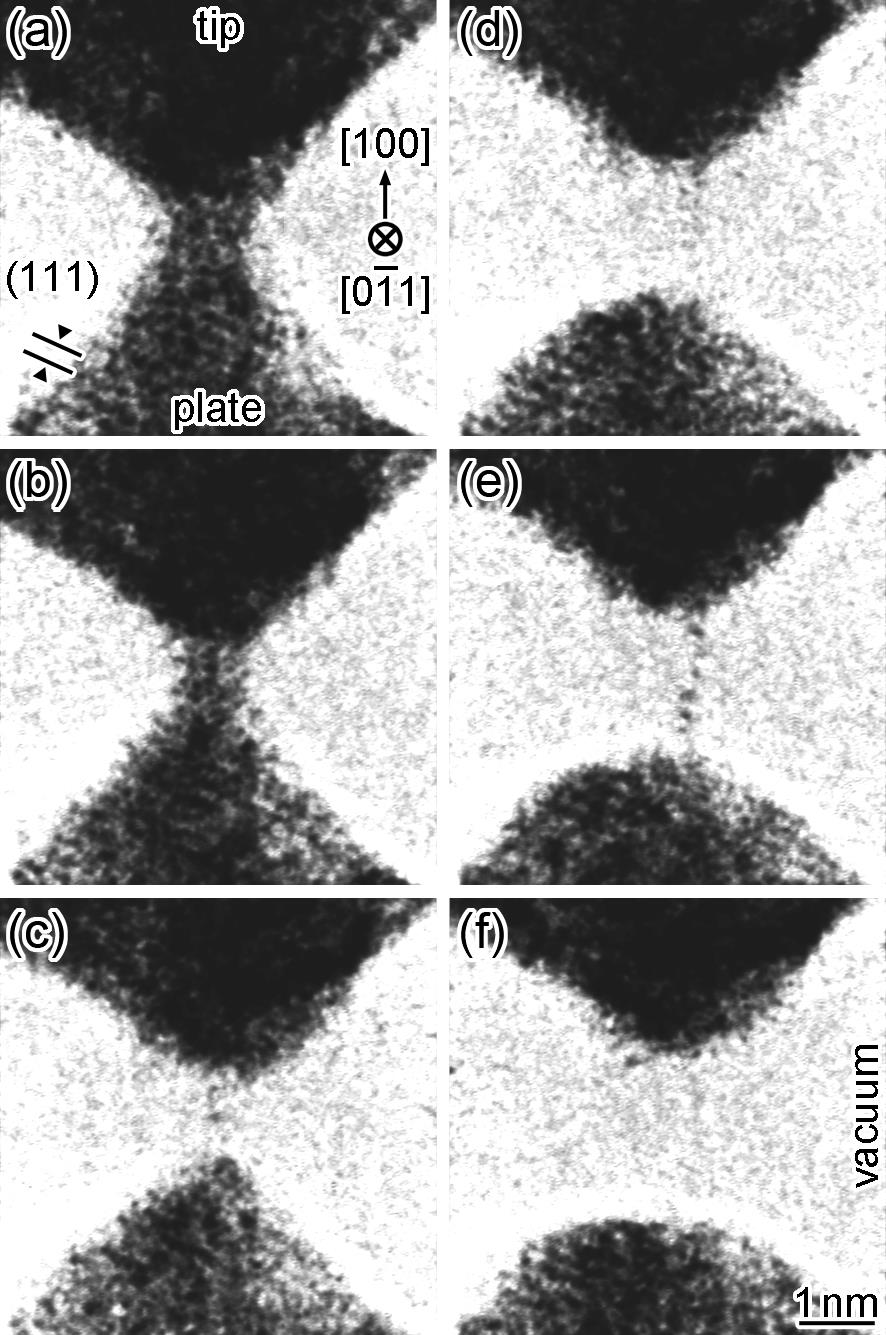
الفضّة من الفلزات شديدة الطواعية وذات قابلية عالية للسحب وللتطريق، بحيث يمكن سحبها إلى سلك ثخانته ذرّة واحدة.

الفضّة من الفلزّات المطواعة سهلة السحب والتطريق، وهي تنتمي إلى الفلزّات الانتقالية وكذلك إلى الفلزّات النبيلة. تتبلور الفضّة وفق نظام بلوري مكعّب مركزي الوجه، وذلك ضمن شبكة بلوريةذات عدد تناسقي مقداره 12، بشكل يكون فيه الإلكترون الخارجي غير متمركز. ولكن على العكس من الفلزّات الانتقالية ذات المدار الفرعي d غير الممتلئ فإنّ الرابطة الفلزّية في الفضّة ينقصها سمات الرابطة التساهمية وهي ضعيفة نسبياً، وذلك يفسّر الصلادة المنخفضّة نسبياً للفضّة، وكذلك ارتفاع قابلية السحب والتطريق لبلّورات الفضّة الأحادية.
تتميّز سطوح الفضّة بلونها «الفضي» ذي اللمعة الفلزّية، والتي يمكن صقلها إلى حد كبير. وعلى العكس من الذهب والنحاس، فإنّ الطاقة اللازمة لإثارة وتهييج إلكترون من النطاق الممتلئ في المدار d إلى نطاق التوصيل s-p في الفضّة كبيرة بالشكل الكافي (حوالي 385 كيلوجول/مول) بحيث أنّها لا توافق حدوث امتصاص في الطيف المرئي ولكن في مجال طيف الأشعّة فوق البنفسجية، ولذلك فإنّ الفضّة ليست من الفلزّات الملوّنة. لسطوح الفضّة المحمية انعكاسية بصرية أعلى من الألومنيوم عند أطوال موجة أكبر من 450 نانومتر؛ أمّا عند أطوال موجة أقصر من 450 نانومتر فانعكاسية الفضّة أقلّ من الألومنيوم، وتنخفض قيمتها إلى الصفر بالقرب من 310 نانومتر.
تعود الناقلية الكهربائية والحرارية المرتفعة لعناصر المجموعة الحادية عشرة في الجدول الدوري (النحاس والفضّة والذهب) إلى وجود إلكترون وحيد في الغلاف الخارجي، والذي لا يتداخل مع الغلاف الداخلي d الممتلئ، ممّا يمنحه حركية إلكترونية مرتفعة على العكس من باقي فلزّات عناصر المستوى الفرعي d. للفضّة أعلى ناقلية كهربائية من بين الفلزّات، وهي أعلى من قيمتها للنحاس؛ ولكن بسبب ارتفاع الثمن فإنّ استخدام الفضّة في مجال التمديدات الكهربائية يقتصر على أجهزة التطبيقات الخاصّة مثل هندسة التردّدات الراديوية وخاصّة في الأجهزة ذات التردّدات العالية جدّاً، إذ أنّ الفضّة مفضّلة فيها بسبب خواص الناقلية المميّزة مثل التأثير الجلدي (وهي تيارات ذات كثافة مرتفعة على سطح الفلز). خلال الحرب العالمية الثانية قامت الولايات المتّحدة باستخدام حوالي 13500 طن من الفضّة في تجهيز المغانط الكهربائية اللازمة لعملية تخصيب اليورانيوم، وذلك بشكل رئيسي لعدم توفّر النحاس وقت الحرب حينئذٍ. كذلك فإنّ للفضّة أخفض قيمة للمقاومة التلامسية بين الفلزّات. بالمقابل، فإنّ للناقلية الحرارية للفضّة أعلى قيمة بين الفلزّات، ولا يسبقها بين العناصر إلّا الهيليوم-4 فائق الميوعة.

### السبائك
للفضّة قابلية مرتفعة لتشكيل سبائك مع أغلب عناصر الجدول الدوري. فعناصر المجموعات 1 إلى 3 ما عدا الهيدروجين والليثيوم والبيريليوم تمتزج بسهولة مع الفضّة في الحالة الجامدة وتشكّل مركّبات بين فلزية؛ في حين أنّ عناصر المجموعات 4 إلى 9 ضعيفة الامتزاج؛ وعناصر المجموعات بين 10 و14 (باستثناء البورون والكربون) ذات مخطّط أطوار Ag–M معقّد جداً وتشكّل مع الفضّة السبائك ذات الأهمية التجارية؛ أمّا باقي العناصر في الجدول الدوري فليست ذات مخطّط أطوار متّسق.
تقاس درجة النقاوة عادةً باستخدام النسبة الألفية، فسبيكة فضّة ذات نقاوة 94% يعبّر عنها أنّها ذات نقاوة 0.940 بالعادة. أكثر سبائك الفضّة أهميةً هي مع عنصري الذهب والنحاس، إذ تستخدم تلك السبائك في سكّ النقود المعدنية وفي صناعة التحف والمشغولات. تمتزج الفضّة بسهولة كبيرة مع النحاس، ويستخدم مزيجهما الأصهري في اللحام بالمونة تحت التفريغ، والذي تبلغ نسبته 71.9% فضّة و28.1% نحاس وزناً (60.1% فضّة و28.1% نحاس حسب عدد الذرّات). من السبائك الثنائية المعروفة أيضاً فضّة-زنك، ويمكن اعتبار تلك السبائك ذات التركيز المنخفض من الزنك أنّها محلول جامد للزنك في الفضّة، إذ أنّ بنية الفضّة (نظام بلّوري مكعّب مركزي الوجوه) بالكاد تتأثّر بوجود الزنك، في حين أنّ الكثافة الإلكترونية تزداد مع إضافة الزنك. برفع تركيز الزنك بشكل أكبر تتحوّل البنية إلى نظام بلّوري مكعّب مركزي الجسم (كثافة إلكترونية 1.5)، ثمّ إلى نظام بلّوري مكعّب معقّد (كثافة إلكترونية 1.615)، ثمّ إلى نظام بلّوري سداسي ذي تعبئة متراصة (كثافة إلكترونية 1.75). أمّا سبيكة فضّة-كادميوم فهي تقريباً عديمة الاستخدام بسبب السمّية المرتفعة للكادميوم.
لسبائك الفضّة المتشكّلة من ثلاثة عناصر أهمية عملية أكبر، فعلى سبيل المثال تستخدم سبيكة فضّة-قصدير-زئبق في تحضير الحشوات الملغمية في طب الأسنان؛ أمّا سبائك فضّة-ذهب-نحاس فذات أهمّية في صناعة الحليّ والتحف، ولها طيف واسع من القساوة والألوان الممكنة؛ في حين أنّ سبائك فضّة-نحاس-زنك ذات أهمية تطبيقية في سبائك اللحام بالمونة ذات الانصهار المنخفض؛ ولسبائك فضّة-كادميوم-إنديوم استخدام في المفاعلات النووية بسبب ارتفاع مقطع التصادم الذي يمكّنها من التقاط النيوترونات الحرارية، وبسبب ناقليتها الحرارية المرتفعة ومقاومتها للتآكل في الماء الساخن.

## الخواص الكيميائية
| حالة الأكسدة | العدد التناسقي | الهيئة الفراغية | مثال على مركّب كيميائي |
| ------------ | -------------- | --------------- | --------------------- |
| 0 (d10s1)    | 3              | مستوية          | Ag(CO)3               |
| 1 (d10)      | 2              | خطّية            | −[Ag(CN)2]            |
| 1 (d10)      | 3              | مستوية مثلّثة    | AgI(PEt2Ar)2          |
| 1 (d10)      | 4              | رباعية السطوح   | +[Ag(diars)2]         |
| 1 (d10)      | 6              | ثمانية السطوح   | AgF, AgCl, AgBr       |
| 2 (d9)       | 4              | مستوية مربّعة    | 2+[Ag(py)4]           |
| 3 (d8)       | 4              | مستوية مربّعة    | −[AgF4]               |
| 3 (d8)       | 6              | ثمانية السطوح   | 3−[AgF6]              |

تشابه الفضّة في خواصها عنصري الذهب والنحاس؛ فلذرّة الفضّة 47 إلكترون، والتي لها التوزيع الإلكتروني Kr]4d105s1] وذلك بشكل قريب من توزيع النحاس (Ar]3d104s1]) والذهب (Xe]4f145d106s1])، وبذلك تكون عناصر المجموعة الحادية عشرة في الجدول الدوري واحدة من المجموعات القلائل في المستوى الفرعي d ذات توزيعٍ إلكتروني متناسق. يؤدّي وجود إلكترون وحيد في الغلاف الإلكتروني الخارجي بعد غلاف إلكتروني d ممتلئ إلى خواص مميّزة لفلزّ الفضّة.
الفضّة من العناصر غير النشيطة كيميائياً نسبياً؛ يعود ذلك الأمر إلى أنّ غلاف 4d الإلكتروني الممتلئ لا يقوم بالشكل الكافي بحجب قوّة التجاذب الكهربائية الساكنة (الإلكتروستاتيكية) بين النواة وبين الإلكترون في المدار 5s الخارجي، وبالتالي ذلك يفسّر ضعف النشاط الكيميائي للفضّة ووقوعها أسفل السلسلة الكهركيميائية (E0(Ag+/Ag) = +0.799 V). من بين عناصر المجموعة 11 فإنّ للفضّة أقلّ طاقة تأيّن أولى، ممّا يعكس عدم استقرار المدار 5s، إلّا أنّ طاقات التأيّن الثانية والثالثة أعلى من النحاس والذهب، ممّا يعكس استقرار المدارات 4d في ذرّة الفضّة، كما يشير ذلك إلى أنّ كيمياء الفضّة تطغى عليها حالة الأكسدة +1 بشكل واضح، وذلك سواء في الحالة الصلبة أو في المحاليل المائية.
لأغلب مركّبات الفضّة سمة تساهمية، وذلك بسبب صغر حجم الذرة نسبياً وبسبب ارتفاع طاقة التأيّن الأولى (730.8 كيلوجول/مول). إضافةً إلى ذلك فإنّ كهرسلبية الفضّة وفق مقياس باولنغ تبلغ 1.93، وهي أعلى من الرصاص (1.87)، كما أنّ الألفة الإلكترونية للفضّة والتي يبلغ مقدارها 125.6 كيلوجول/مول أعلى من الهيدروجين (72.8 كيلوجول/مول) وليست بأقلّ كثيراً من التي للأكسجين (141.0 كيلوجول/مول).
وفقاً لما ذكر من خواصٍ مميّزة للفضّة من امتلاء الغلاف الفرعي 4d ومن سيطرة حالة الأكسدة +1، فإنّ كلّ ذلك يجعل الفضّة بعيدة عن الخواص العامّة المميّزة للفلزّات الانتقالية التي على يسارها في الجدول الدوري (المجموعات من 4 إلى 10)؛ فالفضّة على عكسها لا تشكّل الكثير من المعقّدات العضوية الفلزّية المستقرّة، وأغلب معقّداتها ذات عدد تناسقي قليل، كما تكون حالة الأكسدة +1 مستقرّة في المعقّدات حتّى في غياب ربيطات مستقبلة لإلكترونات باي π؛ كما أنّ أكسيدها له صفة مذبذبة، وهي قادرة على تشكيل مركّبات من نمط زنتل مثلما تفعل عناصر الفلزّات بعد الانتقالية.
للفضّة كما للذهب ألفة كيميائية ضعيفة تجاه الأكسجين، وبشكلٍ أقلّ من النحاس، ولذلك فإنّه من المتوقّع أن تكون أكاسيد الفضّة غير ثابتة حرارياً؛ لذلك لا تتفاعل الفضّة مع أكسجين الهواء حتّى عند أعلى درجات الحرارة وأشدّها احمراراً، ولذلك تصنّف الفضّة مع الذهب منذ القدم من الفلزّات النبيلة. إلّا أنّ الفضّة مثلما النحاس تتفاعل مع الكبريت، فبوجوده تشوب الفضّة ويتشكّل كبريتيد الفضّة الأسود.
{\displaystyle \mathrm {4\ Ag\ +\ 2\ H_{2}S\ +\ O_{2}\rightarrow \ 2\ Ag_{2}S\ +\ 2\ H_{2}O} }.
ولكن بالمقابل وعلى العكس من النحاس فإنّ الفضّة لا تتفاعل مع الهالوجينات باستثناء غاز الفلور النشيط جدّاً، حيث يتشكّل ثنائي فلوريد الفضّة. لا تؤثّر الأحماض غير الأكسجينية على الفضّة، إلّا أنّ الفضّة تنحلّ وتذوب فوراً في حمض الكبريتيك المركّز والساخن، وكذلك الأمر في حمض النتريك. كما تذوب الفضّة في المحاليل المائية للسيانيدات وخاصّة في وجود بيروكسيد الهيدروجين.
تهاجم المؤكسدات القويّة مثل بيرمنغنات البوتاسيوم KMnO4 وثنائي كرومات البوتاسيوم K2Cr2O7 فلزّ الفضّة، وتستخدم تلك الكيماويات في التصوير الضوئي من أجل تبييض صور الفضّة، محوّلةً إيّاها بوجود بروميد البوتاسيوم إلى بروميد الفضّة، والذي يمكن أن يثبّت باستخدام ثيوكبريتات أو لإظهار الألوان في الصورة الأصلية. تشكّل الفضّة معقّدات منحلّة عند وجود كمّية فائضة من أيونات السيانيد، وتستخدم تلك المعقّدات في الطلي الكهربائي بالفضّة.
إنّ حالة الأكسدة الشائعة للفضّة هي +1، وهي أكثرها استقراراً وثباتية، كما هو الحال في نترات الفضّة AgNO3 على سبيل المثال. توجد الفضّة في بعض الأحيان في حالة الأكسدة +2، كما هو الحال في مركّب ثنائي فلوريد الفضّة AgF2، وتكون تلك المركّبات من المؤكسدات القويّة. نادراً ما توجد الفضّة بحالة الأكسدة +3، ويتطلّب وجودها توفّر مؤكسد قويّ جدّاً مثل غاز الفلور أو بيروكسي ثنائي الكبريتات. فعلى سبيل المثال لا يمكن الحصول على فلوريد الفضّة الثلاثية (ثلاثي فلوريد الفضّة) إلّا من التفاعل مع أقوى المؤكسدات مثل ثنائي فلوريد الكريبتون. تكون مركّبات الفضّة الثلاثية غاية في قوّة الأكسدة مثما هو الحال في معقّد رباعي فلوروفضّات البوتاسيوم KAgF4.

### المركّبات الكيميائية

#### الأكاسيد والكالكوجينيدات

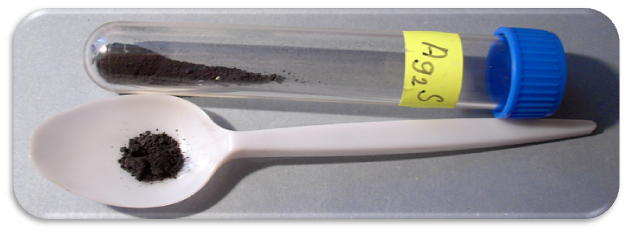
كبريتيد الفضّة الأحادية

يترسّب أكسيد الفضّة الأحادية Ag2O من إضافة قلوي على أملاح الفضّة الأحادية المنحلّة؛ مع العلم أنّ مركّب هيدروكسيد الفضّة AgOH لا يوجد إلّا على شكل محلول ولا يستحصل بالشكل الصلب، إذ سرعان ما يتفكّك تلقائياً إلى الأكسيد. يسهل اختزال أكسيد الفضّة إلى فلزّ الفضّة، كما أنّ التفكّك الحراري للأكسيد إلى الأكسجين والفضّة يحصل عند درجات حرارة حوالي 160°س. من جهة أخرى يمكن أكسدة مركّبات الفضّة الأحادية عند استخدام مؤكسدات قويّة مثل بيروكسي ثنائي الكبريتات للحصول على الأكسيد AgO الأسود، وهو مزيج من أكسيد الفضّة الأحادية والثلاثية AgIAgIIIO2. توجد هناك مزائج أكسيدية للفضّة ذات حالات أكسدة كسرية مثل أكسيد Ag3O النادر، وهو مزيج من أكسيدي Ag2O3 وAg3O4.
يتشكّل كبريتيد الفضّة Ag2S فوراً من تفاعل الفضّة مع الكبريت، وهو المسبّب الرئيسي لاسوداد المشغولات الفضّية. يمكن لهذا المركّب أن يتشكّل أيضاً من تفاعل كبريتيد الهيدروجين مع الفضّة الفلزّية أو أيونات الفضّة +Ag في الأوساط المائية. توجد هناك كالكوجينيدات أخرى معروفة للفضّة مثل السيلينيدات والتيلوريدات.

#### الهاليدات

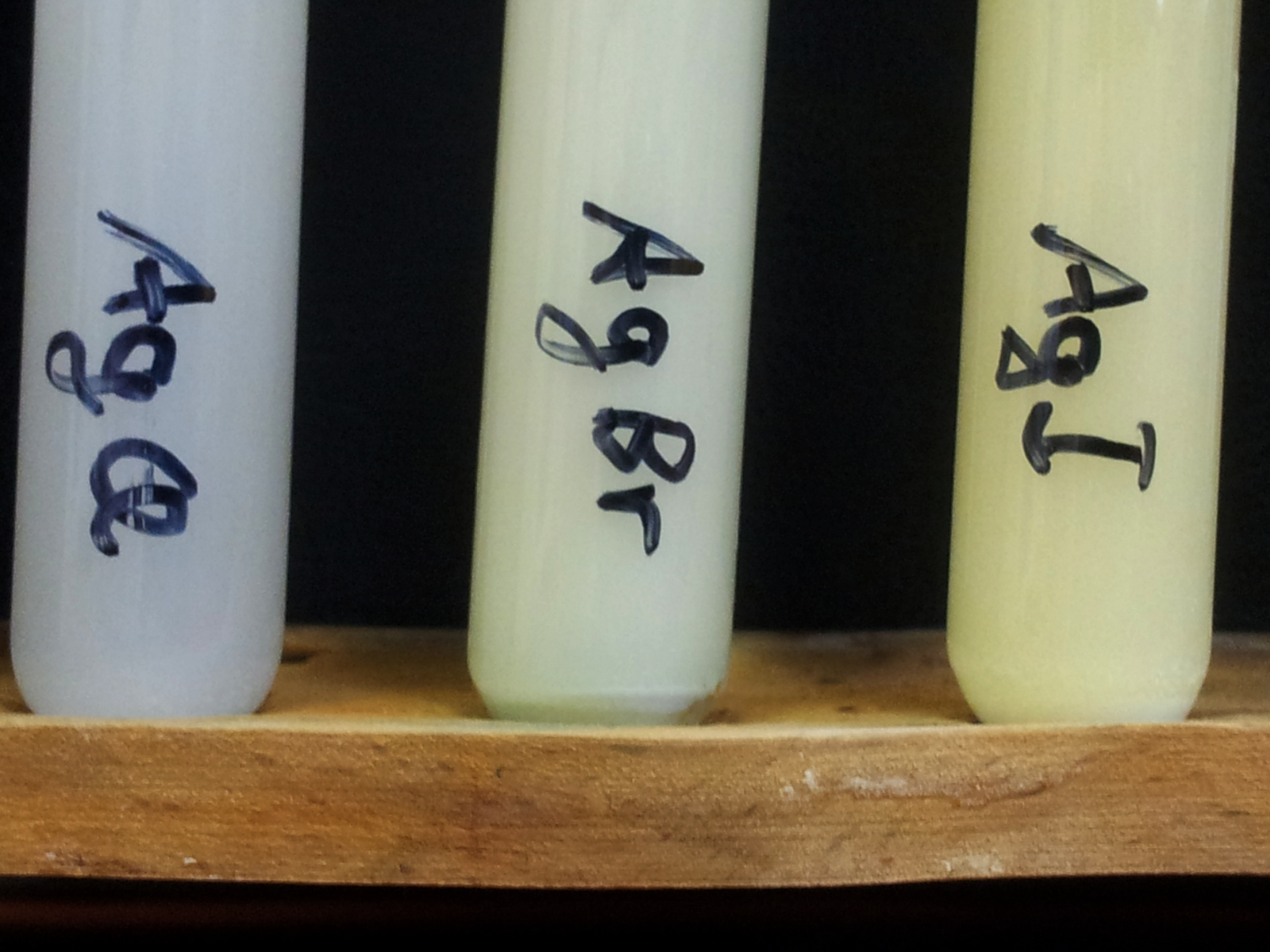
هاليدات الفضّة من اليسار إلى اليمين: كلوريد الفضّة وبروميد الفضّة ويوديد الفضّة.

إنّ هاليدات الفضّة المعروفة هي للفضّة الأحادية، أمّا الفضّة الثنائية فلا تشكّل سوى ثنائي فلوريد الفضّة AgF2 والذي يستحصل من التفاعل الحراري للفلور مع الفضّة. يستخدم هذا المركّب من ضمن العوامل المفلورة، إذ أنّه مستقرّ حرارياً ويستخدم لتحضير مركّبات الهيدروفلوروكربون. لهاليدات الفضّة الأحادية الثلاثة الأولى وهي الفلوريد والكلوريد والبروميد البنية ذاتها المشابهة لبنية كلوريد الصوديوم، في حين أنّ ليوديد الفضّة ثلاث بنىً مستقرّة معروفة عند درجات حرارة مختلفة، تكون إحداها مشابهة لبنية السفاليريت المكعّبة.
يمكن الحصول على هاليدات الفضّة من التفاعل المباشر للفلزّ مع الهالوجين الموافق. كما يمكن الحصول على هاليدات الفضّة من تفاعل الهاليدات المختلفة مع أملاح الفضّة المنحلّة في تفاعل ترسيب، إذ أنّ جميع هاليدات الفضّة ذات انحلالية ضعيفة في الماء ما عدا فلوريد الفضّة. تزداد عدم انحلالية هاليدات الفضّة مع ازدياد نصف القطر الأيوني للهاليد، أي من أعلى مجموعة الهالوجينات إلى الأسفل، كما يتغيّر لون الراسب من كلوريد الفضّة الأبيض إلى يوديد الفضّة الأصفر، وتزداد أيضاً الصفة التساهمية للرابطة؛ وبالمقابل تتناقص الطاقة اللازمة لانتقال الشحنة فلزّ-ربيطة (X−Ag+ → XAg). يعود شذوذ فلوريد الفضّة في الانحلالية عن باقي الهاليدات إلى صغر نصف القطر الأيوني لأيون الفلوريد، لذلك فإنّ لفلوريد الفضّة الأحادية طاقة تذاوب معتبرة، ولذلك فإنّ للمركب انحلالية (ذوبانية) مرتفعة نسبياً، كما أنّه قادر على تشكيل هيدرات ثنائية ورباعية.
تستخدم ضعف انحلالية هاليدات الفضّة بشكل واسع في الكيمياء الرطبة سواءً في التحليل الكمّي (التحليل الوزني أو المعايرة بالفضة) أو التحليل النوعي (الكشف عن الفضّة). كما أنّ لهاليدات الفضّة سمة أخرى وهي حساسيتها للضوء، خاصّةً بروميد ويوديد الفضّة اللذان يستخدمان في إظهار أفلام التصوير الضوئي التقليدي. تتفكّك هذه المركّبات عند تعرّضها للضوء إلى الفضّة بشكلٍ غير عكسي، لأنّ ذرّات الفضّة المتحرّرة غالباً ما تكون حاويةً على عيب بلّوري أو موقع شائب في بنيتها البلّورية، بشكلٍ تكون فيه طاقة الإلكترونات منخفضة بالشكل الكافي ما يمنع قدرتها على تشكيل روابط. يستطيع مركّب كلوريد الفضّة أن يشكّل معقّد منحلّ مع الأمونيا، بالتالي يمكن تمييزه عن باقي الهاليدات غير المنحلّة.

#### المركّبات اللاعضوية الأخرى

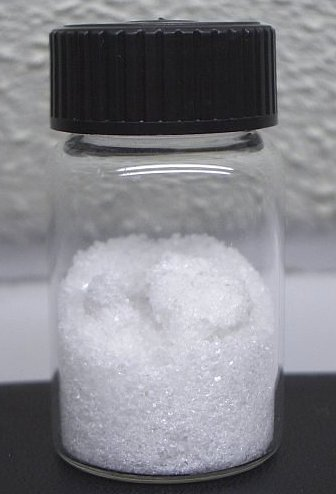
بلّورات نترات الفضّة

لبلّورات نترات الفضّة لون أبيض، وهي منحلّة في الماء، ويستخدم المركّب لتحضير الهاليدات بشكلٍ أساسي، وهو أقلّ حساسيةً للضوء منها. كما له استخدامات أخرى في الاصطناع العضوي. أمّا كبريتات الفضّة Ag2SO4 فيحصل عليها من إذابة الفضّة في حمض الكبريتيك المركّز.
يسهل تحضير مركّب كربونات الفضّة Ag2CO3 ذي اللون الأصفر، وذلك من تفاعل المحاليل المائية من كربونات الصوديوم مع نترات الفضّة. يستخدم مركّب كربونات الفضّة في الصناعة الإلكترونية الدقيقة، ويمكن اختزاله بالفورمالدهيد للحصول على الفضّة الخالية من الفلزّات القلوية. تستخدم كربونات الفضّة من ضمن الكواشف الكيميائية في الاصطناع العضوي أيضاً، وذلك في عددٍ من التفاعلات مثل تفاعل كونغز-كنور، وفي تفاعل أكسدة فيتيزون الذي تستخدم فيه كربونات الفضّة على تراب المشطورات للحصول على اللاكتونات من الديولات.
من مركّبات الفضّة الأخرى ذات الحساسية المرتفعة كلّ من فلمينات الفضّة AgCNO، وهو مركّب حسّاس متفجّر للصدمة استخدم في كبسولات القدح سابقاً، ويستحصل من تفاعل الفضّة مع حمض النتريك بوجود الإيثانول. من المركّبات الخطرة الأخرى كلّ من أزيد الفضّة AgN3 المستحصل من تفاعل نترات الفضّة مع أزيد الصوديوم؛ وكذلك أسيتيليد الفضّة Ag2C2 المستحصل من تفاعل الفضّة مع غاز الأسيتيلين في محلول من الأمونيا.

#### المركّبات التناسقية

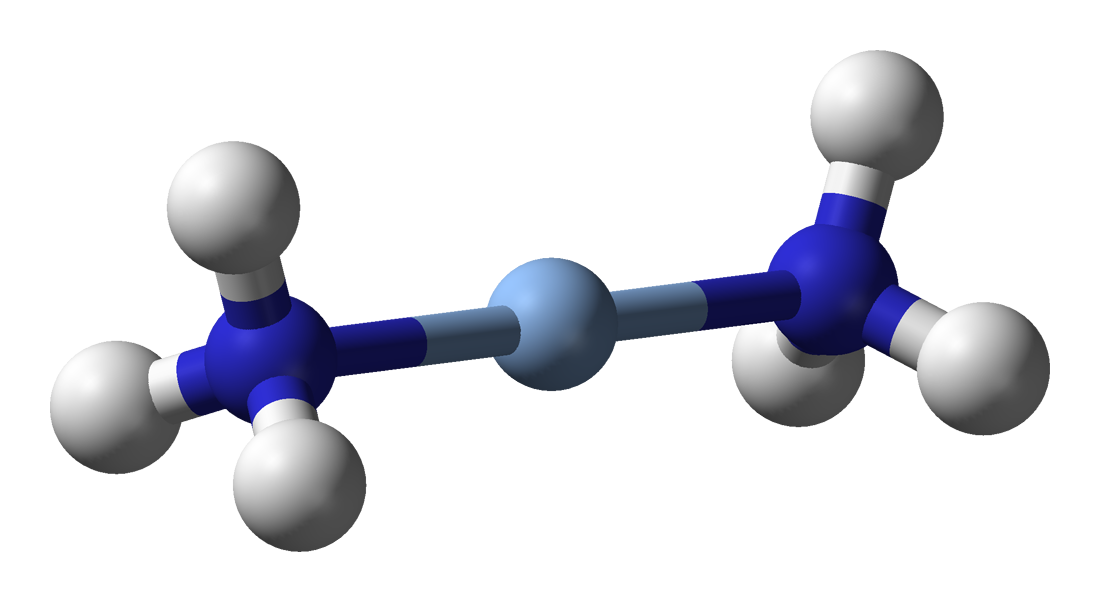
بنية معقّد ثنائي أمين الفضّة الأحادية.

تشبه معقّدات الفضّة نظيراتها من معقّدات النحاس إلى حدٍ ما، وتعدّ المعقّدات التناسقية للفضّة الأحادية هي الأكثر شيوعاً من بين حالات الأكسدة المعروفة للفضّة. إنّ معقّدات الفضّة الثلاثية نادرة ويسهل اختزالها إلى حالات الأكسدة الأدنى الأكثر استقراراً، رغم أنّها أكثر استقراراً من معقّدات النحاس الثلاثي. على سبيل المثال، يمكن تحضير معقّدات ذات بنية مستوية مربّعة من البيريودات 5−[Ag(IO5OH)2] والتيلورات 5−[Ag{TeO4(OH)2}2] من أكسدة الفضّة الأحادية باستخدام بيروكسي ثنائي الكبريتات في وسطٍ قلوي. تلك المعقّدات المذكورة ذات استقرارية جيّدة نسبياً، بالمقابل فإنّ معقّد −[AgF4] الأصفر أقلّ استقراراً، إذ سرعان ما يدخّن في الهواء الرطب كما يتفاعل مع الزجاج.
إنّ معقّدات الفضّة الثنائية أكثر شيوعاً من الثلاثية، وهي مثل نظيراتها من معقّدات النحاس الثنائي المساوية لها إلكترونياً ذات بنية جزيئية مستوية مربّعة وذات مغناطيسية مسايرة. يحصل على المعقّدات المائية من الفضّة الثنائية 2+Ag من أكسدة الفضّة الأحادية بالأوزون مثلاً، وتلك المعقّدات هي من المؤكسدات القويّة جدّاً حتّى في الأوساط الحمضية. من أجل الحصول على معقّدات الفضّة الثنائية مع البيريدين مثل
2+[Ag(py)4] أو ثنائي البيريدين 2+[Ag(bipy)2] تلزم الأكسدة بمؤكسد قويّ مثل بيروكسي ثنائي الكبريتات. تلك المعقّدات ثابتة لأنّ الأيونات المقابلة لا يمكنها اختزال الفضّة إلى حالة الأكسدة +1. من معقّدات الفضّة الثنائية المعروفة أيضاً معقّد 2−[AgF4] وخاصّة المعقّد ذي اللون البنفسجي مع ملح الباريوم.
تعدّ حالة الأكسدة +1 في معقّدات الفضّة الأكثر شيوعاً من باقي حالات الأكسدة الأخرى. لكاتيون الفضّة الأحادية +Ag مغناطيسية مسايرة كما هو الحال مع النحاس الأحادي +Cu والذهب الأحادي +Au، إذ أنّ جميعها ذات تشكيل إلكتروني مغلق الغلاف من غير وجود إلكترونات مفردة؛ وتلك المعقّدات غالباً ما تكون عديمة اللون. إنّ معقّد الفضّة الأحادية المائي رباعي التناسق ذا البنية رباعية السطوح +[Ag(H2O)4] من المعقّدات المعروفة، رغم أنّ البنية الجزيئية المعروفة لأغلب معقّدات الفضّة الأحادية هي البنية الخطّية. من المعقّدات المعروفة أيضاً معقّد ثنائي أمين الفضّة الأحادية +[Ag(NH3)2]، والذي يتشكّل عند إضافة كمّية فائضة من الأمونيا إلى راسب كلوريد الفضّة؛ وكذلك المعقّدات المنحلّة من الفضّة الأحادية مع الثيوكبريتات 3−[Ag(S2O3)2]، والتي تستخدم لإذابة أملاح الفضّة في عمليّات التصوير الضوئي؛ بالإضافة إلى معقّد الفضّة الأحادية مع السيانيد −[Ag(CN)2]. لا تستطيع الربيطات المتمخلبة أن تشكّل معقّدات خطّية مع الفضّة الأحادية، لذلك فإنّ بنية المعقّدات بينها وبين الفضّة الأحادية تكون ذات طبيعةٍ بوليميرية، مع وجود استثناءات مثل المعقّد مع ثنائي الفوسفان الأقرب للبنية رباعية السطوح.

#### المركّبات العضوية الفلزّية
لا تشكّل الفضّة في الشروط القياسية مركّبات عضوية فلزّية، وذلك بسبب ضعف الرابطة بين الفضّة والكربون Ag–C. رغم ذلك يمكن تحضير بعض من تلك المركّبات عند درجات حرارة منخفضة جدّاً تصل إلى 6-15 كلفن مثل ثلاثي كربونيل الفضّة Ag(CO)3 وهو معقّد أخضر اللون له بنية مستوية ومغناطيسية مسايرة، والذي يشكّل ثنائي وحدات (ديمير) عند درجات حرارة بين 25-30 كلفن وذلك غالباً مع تشكيل رابطة من النمط Ag–Ag. إضافةً إلى معقّدات الكربونيلات فإنّ المعقّدات من النمط AgLX مع الألكينات والألكاينات (X تشير إلى الهاليد وL إلى الربيطة الموافقة) معروفة، إلّا أنّ الروابط فيها ضعيفة حسب المعايير الديناميكية الحرارية، وذلك بالمقارنة مع معقّدات البلاتين على سبيل المثال، كما أنّها غير متناظرة بنيوياً؛ مع العلم أنّ معقّدات الألكينات أكثر استقراراً نسبياً من معقّدات الألكاينات. وفي نفس السياق فإنّ معقّدات سيغما للفضّة الأحادية غير مستقرّة وسرعان ما تتفكّك كما هو الحال مع ميثيل الفضّة الأحادية الذي يتفكّك حرارياً عند - 50°س. يمكن تثبيت الرابطة C–Ag بوجود ربيطات من نمط بيرفلوروألكان مثل AgCF(CF3)2. من جهةٍ أخرى، يسهل تحضير معقّدات الفضّة الكربينية، وغالباً ما تستخدم لتحضير المعقّدات الأخرى باستبدال الربيطات سهلة الانفصام، كما هو موضح في المثال التالي:

## الدور الحيوي
لا تعدّ الفضّة أو مركّباتها من المركّبات السامّة على العكس من الفلزّات الثقيلة الأخرى، وذلك لأنّها لا تمتصّ بشكلٍ كبير في جسم الإنسان عند ابتلاعها، وحتّى التي يمتصّ منها فإنّها غالباً ما تحوّل إلى مركّبات فضّة غير منحلّة أو تعقّد بواسطة بروتينات ميتالوثيونين. رغم ذلك فإنّ فلوريد الفضّة ونترات الفضّة هي مركّبات مخرّشة يمكنها إيذاء أنسجة الجلد، كما تسبّب التهابات معدية معوية وإسهال واضطرابات أخرى. وجد أنّ الحيوانات المحقونة بجرعات متكرّرة من أملاح الفضّة تصاب بفقر الدم والنمو البطيء كما تتماوت خلايا الكبد والكليتين. تختصر الأعراض الملازمة لأخذ جرعات من الفضّة على شكل معلّق أو لأملاحها باسم التسمّم بالفضّة. عند امتصاص الفضّة أو مركّباتها بجرعات كبيرة في جهاز الدوران يصاب الجسم بحالة نادرة الحدوث تسمى التفضّض، حيث يصبح لون جلد الجسم أزرقاً رمادياً (فضّياً) وفي مناطق العينين والأغشية المخاطية. عادةً ما يتمّ الخلط بين الحالات المخفّفة من التفضّض وبين مرض الزرقة.
لأيونات الفضّة مثل النحاس خواص مضادّة للجراثيم، وهي معروفة من القدم أن لها تأثير فعّال بالمقادير القليلة، وتلك الخاصّية درسها العالم كارل نيغلي بشكلٍ مفصل. يعود هذا النشاط الحيوي لأيونات الفضّة بسبب تداخلها مع عمل الإنزيمات المسؤولة عن نقل الغذاء وبناء جدران الخلايا في البكتريا، بالإضافة إلى تعطيل تكاثرها؛ وما يميز استخدام الفضّة في هذا المجال أنّ الميكروبات لا تستطيع مقاومتها. تعمل أيونات الفضّة على تثبيط استقلاب البكتريا حتّى بتراكيز ضئيلة تصل حتى إلى 0.01 ميليغرام على الليتر؛ ولا يحدث هذا التأثير بوجود الكبريت لأنّ كبريتيد الفضّة غير منحلّ.

## الدور الاقتصادي

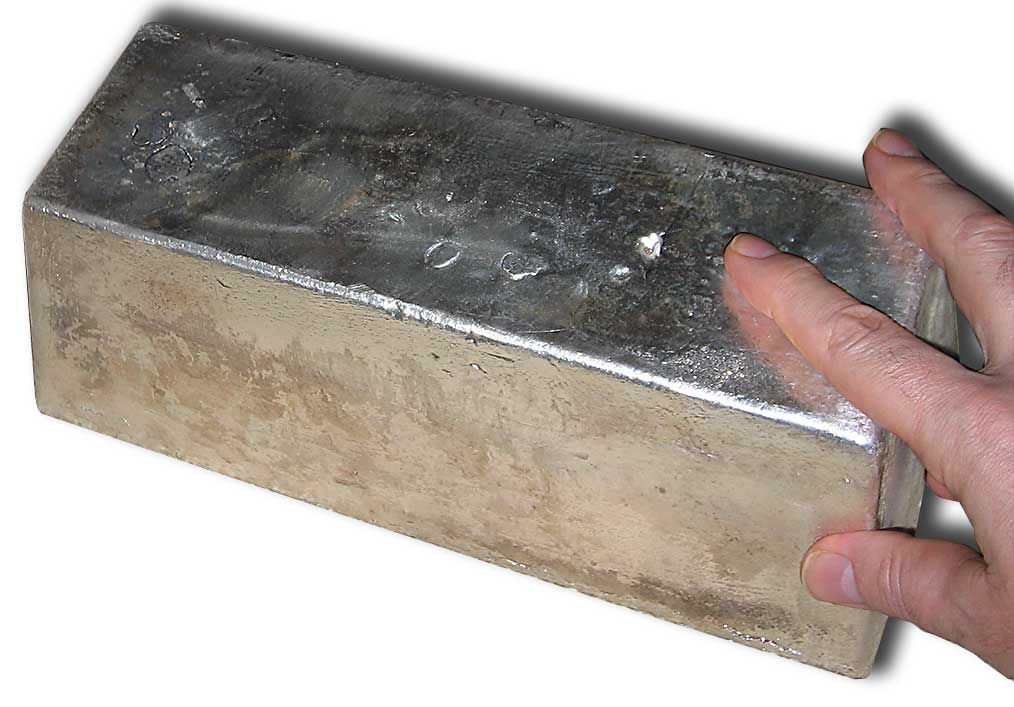
سبيكة خالصة من الفضّة وزنها 1000 أونصة

إنّ أقدم عملة معدنية مسبوكة كانت في مملكة ليديا في الأناضول حوالي 600 سنة قبل الميلاد؛ كانت تلك النقود مصنوعةً من الإلكتروم، وهي سبيكة طبيعية من الذهب والفضّة. منذ ذلك الزمن كانت قاعدة الفضّة، والتي تشكّل معياراً اقتصادياً مبنياً على وزن ثابت من الفضّة، منتشرةً ومعروفةً في العالم. من النقود الفضّية المعروفة كلّ من الدراخما اليونانية القديمة، والديناريوس الروماني، وكذلك الدراهم الفضّية الإسلامية على اختلافها، والتي كانت واسعة الانتشار في العصور الوسطى. من النقود الفضّية المعروفة أيضاً الروبية الهندية الفضّية من زمن سلطنة مغول الهند، وكذلك الدولار الإسباني؛ وكذلك التالر النمساوي.
تفاوتت النسبة بين كمّية الفضّة المستخدمة في النقد وبين التطبيقات الأخرى بشكلٍ كبير على مرّ العصور، إلّا أنّه على العموم يكثر استخدام الفضّة، كما الذهب، كملاذٍ آمنٍ للاستثمار، وخاصّة أوقات الحروب. في الوقت الراهن، يوسم فلزّ الفضّة بالرمز XAG وفق معيار أيزو 4217 الدولي، وذلك كواحد من أربع فلزّات نفيسة بجانب البالاديوم والبلاتين والذهب. تستخدم صبّات الفضّة من أجل سكّ النقود الفضّية، وذلك بقولبتها إلى السماكة المطلوبة ثم بمعالجتها حرارياً ثم تقطّع على شكل أقراص قبل أن تسكّ ويشكّل عليها تحزيزات العملة على مكابس خاصّة حديثة، بإمكان البعض منها سكّ حوالي 8000 عملة معدنية في الساعة.

### الأسعار
وصل سعر كيلو الفضّة في مطلع سنة 2018 إلى 554 دولار أمريكي، وهو ما يوافق 17 دولار للأونصة الواحدة، وهي الوحدة التي يتعامل بها مع الفضّة والذهب، وهي تعادل 31.1034 غراماً. يجرى تداول السعر في البورصات ويثبّت غالباً من البنوك الدولية، ولكنّ تثبيت السعر يتمّ مرّةً واحدة في اليوم، على العكس من الذهب الذي يثبّت مرّتين صباحاً ومساءً.
في أواخر سبعينات القرن العشرين حاول الأَخَوَان «هانت» (نيلسون ووليام) الاستثمار في سوق الفضّة في محاولة الاستئثار بالسوق، فشهدت أسعار الفضّة ارتفاعاً كبيراً وصل ذروته يوم السابع عشر من مارس/آذار سنة 1980 فيما يعرف باسم «خميس الفضة»؛ بعد ذلك انخفضت الأسعار وعادت إلى مستواها بعد تدخّل الحكومات، ممّا أدّى إلى خسارة ثروتهما.

## الاستخدامات

### الحليّ والمشغولات الفضّية

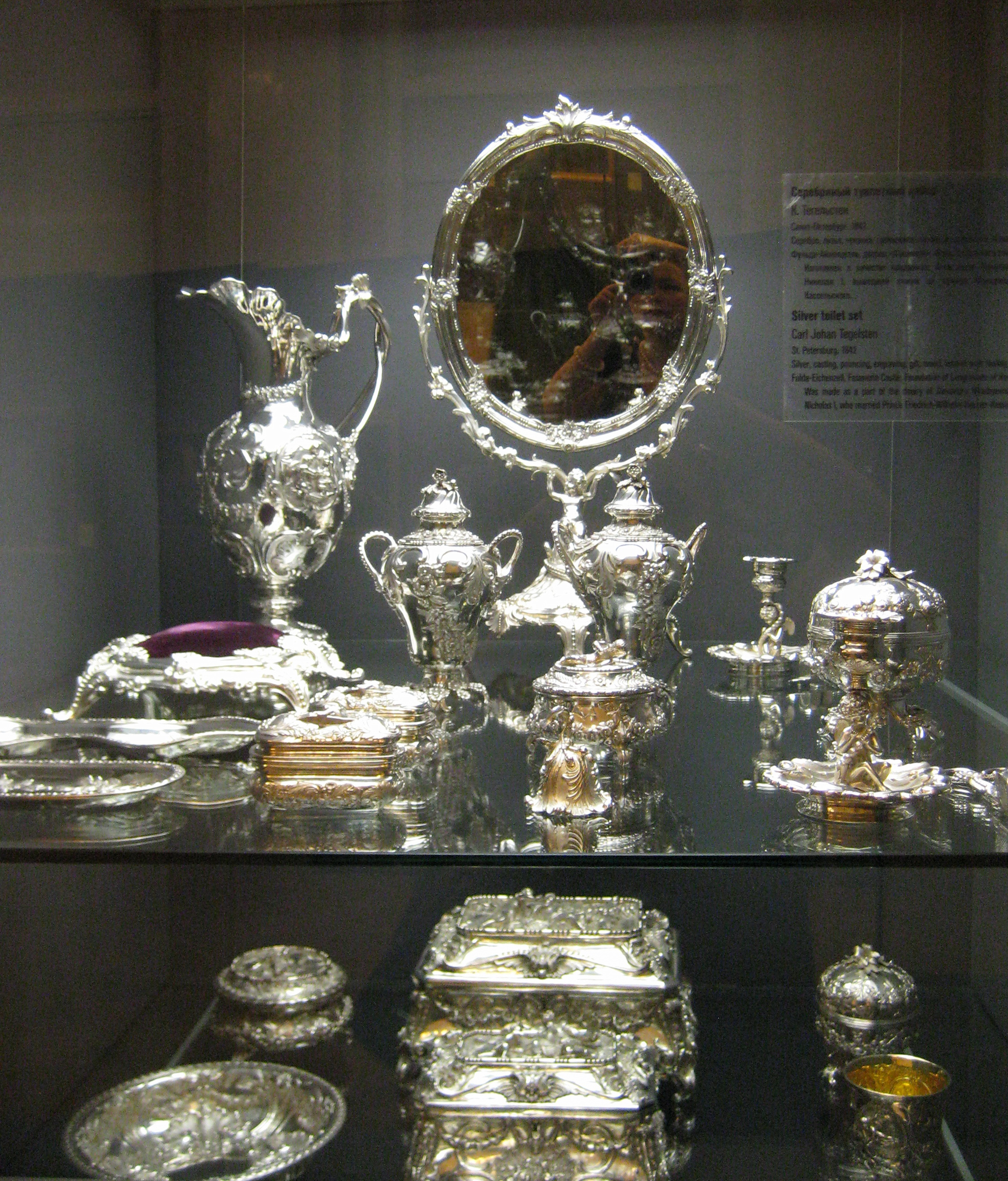
طقم فضّيات يعود إلى الدوقية الروسية نيكولافنا

كما هو الحال مع الذهب فإنّ أكبر مجالات استخدام الفضّة بالإضافة إلى سكّ النقود هو في صناعة الحليّ وأغراض الزينة من الفضّيات عموماً، وفضّيات المائدة خصوصاً. هناك عددٌ من البلدان المتميّزة بالمشغولات الفضّية، من بينها اليمن، وخاصة في صناعة الحليّ والمشغولات التراثية.
من الشائع طلي الأدوات والأغراض كهربائياً بالفضّة لأغراضٍ جمالية، مثلما هو الحال في الفلوت العرضي المستخدم في حفلات الأوركسترا حيث يطلى عادة بالفضّة الإسترلينية؛ كما يطلى الزجاج بالفضّة في المرايا وأغراض الزينة. بما أن الفضّة طريّة نسبياً لذلك فإنّ الفضّة المستخدمة لأغراض الزينة غالباً ما تسبك مع فلزّات أخرى، وخاصّة النحاس، حيث تكون درجة النقاوة بالعادة 925/1000 أو 835/1000 أو 800/1000؛ كما تستخدم الفضّة أيضاً في تركيب مزيج يسمى نيلو، والذي يستخدم لزخرفة المشغولات المعدنية.
من العيوب المصاحبة لاستخدام الفضّة الخالصة في أغراض الزينة هو اسوداد السطح الذي يذهب اللمعان وذلك بسبب تشكّل كبريتيد الفضّة؛ يمكن تفادي الأمر بالسبك مع الفلزّات النفيسة الأخرى، إلّا أنّ ذلك يترافق مع ارتفاع السعر أيضاً؛ إذ أنّ السبك مع الفلزّات الوضيعة لا يحول دون حدوث تغيّر اللون والبريق. يمكن إعادة البريق إلى سطوح الفضّة بإجراء طلي كهربائي مجدّداً في أحواض لاختزال كبريتيد الفضّة أو بالمعالجة الميكانيكية. يمكن إزالة اسوداد الفضّة أيضاً بتغليف القطع الفضية برقائق الألومنيوم وغمسها وتسخينها بشكل معتدل في محلول مائي أيوني (بإضافة ملح الطعام أو الصودا أو حمض الليمون مثلاً)؛ حيث يحدث تفاعل الاختزال التالي:
{\displaystyle \mathrm {3Ag_{2}S+2Al+6H_{2}O\longrightarrow 6Ag+2Al(OH)_{3}+3H_{2}S} }

### الطبّ
نظراً لخواص الفضّة المضادّة للبكتريا فإنّ المعدّات الطبية غالباً ما تطلى بها؛ فعلى سبيل المثال تستخدم الفضّة وسبائكها في صناعة أنابيب القسطر البولية وأنابيب القصبة الهوائية. كما تحوي بعض الضمادات الطبّية على سلفاديازين الفضّة أو جسيمات نانوية من الفضَة لمعالجة حالات الإصابة أو الحروق السطحية.
في مجالات طبَية أخرى تستخدم الفضّة وسبائكها في صناعة الحشوات الملغمية في طبَ الأسنان؛ كما يستخدم فلوريد ثنائي أمين الفضّة في العلاج الموضعي لتسوس الأسنان والتخفيف من آلامها.

### صناعة الإلكترونيات
عنصر الفضّة مهمٌ جدّاً في صناعة الإلكترونيات نظراً لخواصّه من حيث الموصلية الكهربائية الممتازة، لذلك استخدمت الفضّة سابقاً في صناعة الصمّامات المفرّغة وحالياً في صناعة الأجهزة شبه الموصلة والدارات الكهربائية ومكوّناتها. على سبيل المثال، تدخل الفضّة في تركيب وصلات أجهزة توليد موجات التردّد العالي والعالي جدّاً، وخاصّة في دارات الرنّان المستحثّ والمكثّف؛ وكذلك في تركيب لوحة الدارات المطبوعة وهوائي تحديد الهويّة بموجات الراديو.

### سبائك اللحام بالمونة
تستخدم سبائك الفضّة في اللحام بالمونة للمواد المعدنية، غالباً للمعدّات المصنوعة من الكوبالت أو النيكل أو سبائك النحاس وغيرها. غالباً ما تكون سبائك الفضّة مع النحاس هي المستخدمة في هذه العملية، ويمكن أن يضاف إليها عناصر أخرى مثل البالاديوم أو القصدير أو المنغنيز وذلك حسب مجال التطبيق. على العموم تعمل الفضّة على توفير المزيد من مزايا قابلية التشكيل ومقاومة التآكل أثناء العملية.

### الصناعات الكيميائية
تعدّ الفضّة من المواد ذات الأهمية في صناعة المعدّات في بعض الصناعات الكيميائية، وذلك اعتماداً على انخفاض النشاط الكيميائي وعلى سهولة التشكيل. فعلى سبيل المثال تصنع البواتق المستخدمة في احتواء المصهورات القلوية من سبيكة الفضّة مع نسبة منخفضة (0.15%) من النيكل. كما تدخل الفضّة مع النحاس في تركيب المعدّات التي تجرى فيها تفاعلات كيميائية مع الفلور.
تستخدم الفضّة أيضاً في الصناعات الكيميائية في مجال التحفيز، إذ تعدّ من الحفّازات الجيّدة، وخاصّةً في تفاعلات الأكسدة. من الأمثلة على ذلك الحفّاز الحاوي على نسبة 15% من الفضّة المحمّلة على الألومينا α-Al2O3 أو السيليكات، والذي يستخدم من أجل أكسدة الإيثيلين إلى أكسيد الإيثيلين. في تفاعل آخر تجرى عملية بلمهة (نزع ماء) من الميثانول لتشكيل الفورمالدهيد على شبكة من فلزّ الفضّة أو على بلّورات منه؛ وكذلك الأمر في تفاعل بلمهة إيزوبروبانول إلى الأسيتون. أمّا في تفاعلات الطور الغازي فتستخدم الفضّة كحفّاز في تحويل الغليكول إلى غليوكسال والإيثانول إلى أسيتالدهيد والأمينات إلى نتريلات.

### التصوير الضوئي
سمحت الحساسية الضوئية لهالديات الفضّة باستخدامها في عمليات التصوير الضوئي التقليدية، رغم تراجُع هذا التطبيق بشكلٍ كبير بسبب هيمنة المعالجة الرقمية في التصوير في الوقت الراهن. بلغ الطلب العالمي على الفضّة لعمليات التصوير الضوئي ذروته سنة 1999 وكان بمقدار حوالي 8300 طن؛ ثم شهد تقلّصاً كبيراً بعد ذلك بحوالي 70% في سنة 2013.
كان المستحلب الحسّاس للضوء المستخدم سابقاً في التصوير الأبيض والأسود مستعلقًا من بلّورات هاليدات الفضّة في الجيلاتين، وكان يمزج مع مكوّنات أخرى لتحسين الحساسية الضوئية والإظهار في عمليات تحميض الأفلام. تطلّب التصوير الضوئي بالألوان إضافة مكوّنات صباغ خاصّة، بحيث ترتبط الصورة الفضّية بالأبيض والأسود مع مكوّنات الصباغ المختلفة؛ بعد ذلك تغسل الصور الفضّية الأصلية (النيجاتيف) وتستعاد الفضّة ويعاد تدويرها. كلّ تلك العمليات كانت تنطلق من استخدام محلول نترات الفضّة.

### متفرَقات

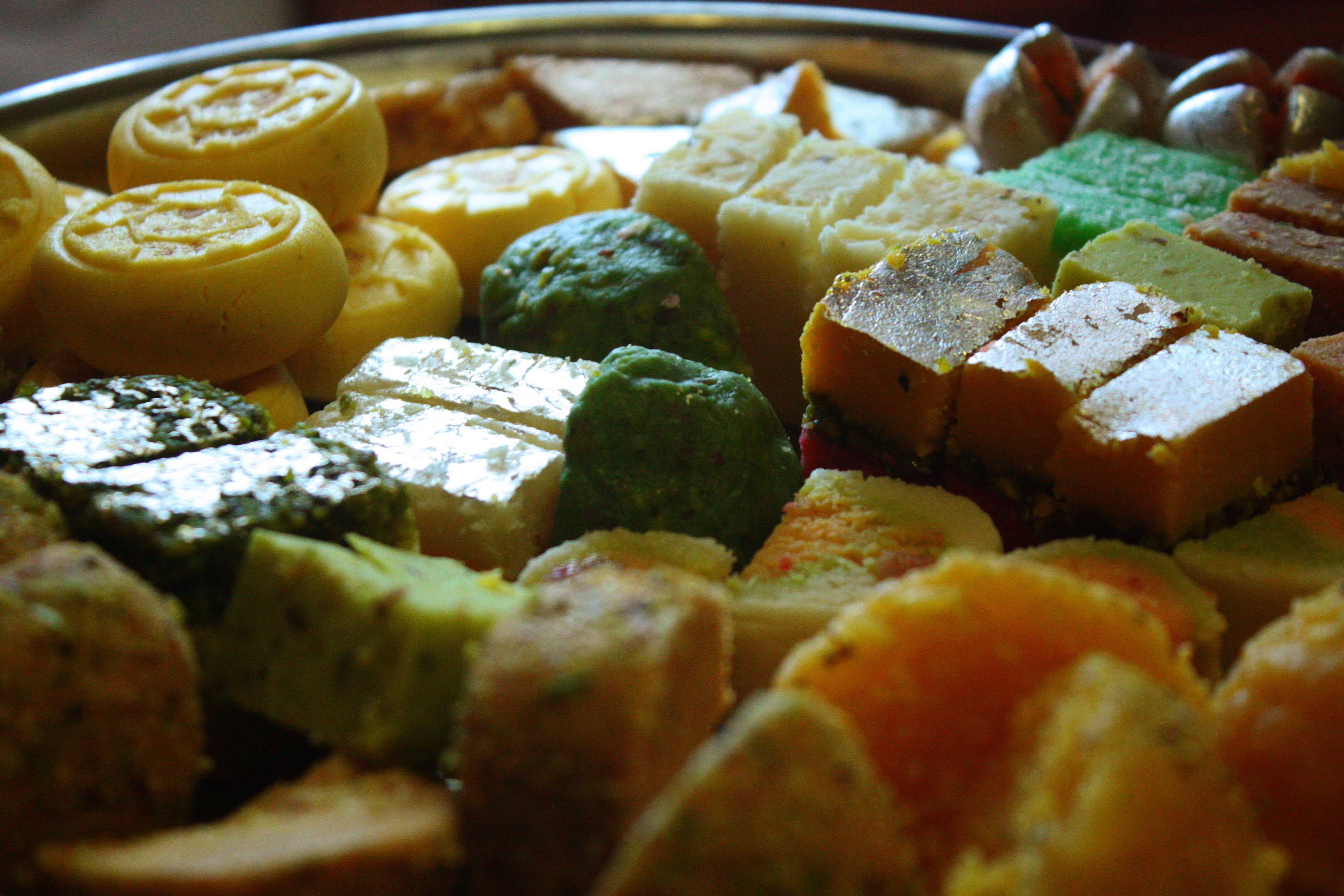
تحوي البعض من حلويات جنوب آسيا على طبقة من الفضّة على سطحها.

تستخدم الفضّة الخالصة في بعض المطابخ ضمن الإضافات الغذائية للزينة والتلوين، ولها رقم إي خاصّ بها وهو E174 في الاتحاد الأوروبّي. فالبعض من أطباق الحلويات التقليدية في الهند والباكستان المسماة vark تكون مكسوّةً بطبقةٍ سطحية من الفضّة؛ وفي بعض الثقافات يستخدم ملبّس الفضّة في تزيين الحلويات. تحوي بعض العدسات المتلوّنة بالضوء على هاليدات الفضّة، بحيث أنّ الضوء الساقط عليها يحرّر طبقةً رقيقةً سطحيةً من الفضّة تعتّم العدسات.
تستخدم مناخل من الزيوليت الحاوية على أيونات الفضّة لإزالة ملوحة مياه البحر في ظروف النجاة القاسية، إذ أنّ ملح كلوريد الفضّة يترسّب بالعملية. كما تستخدم الفضّة بسبب خواصها المضادّة للبكتريا في تطهير المياه، وبشكل مشابه يستخدم مستعلق الفضّة لتطهير حمّامات السباحة؛ إلّا أنّ هذه التطبيقات محدودة الانتشار بسبب ارتفاع الثمن ولوجود بدائل.
تستخدم بلّورات دقيقة من يوديد الفضّة في الاستمطار، وذلك بسبب البنية البلّورية المشابهة لبلّورات الجليد، حيث يتكثّف بخار الماء في طبقات الجو العليا حول النوى المتبلورة ليوديد الفضّة، ومع ازدياد البخار المتكثّف لا يلبث أن يتحوّل لقطرات من المطر أو الثلج لتسقط للأسفل بفعل الجاذبية.

## في الحياة والثقافة العامّة

### في الأديان
ورد ذكر الفضّة في العهد القديم في سياق وعظ إرميا لبني يهوذا. كما ارتبطت الفضّة دينياً في الثقافة المسيحية بمصطلح «ثلاثون قطعة فضّية» للإشارة إلى أجر الخيانة وذلك في المقطع الوارد في إنجيل العهد الجديد عن الرشوة التي قبضها يهوذا الإسخريوطي للإيقاع بيسوع.
بالمقابل ورد ذكر الفضّة في القرآن ستّ مرات في أربع سور. يبلغ نصاب الزكاة للفضّة مقدار 200 درهم، وهو ما يعادل 595 غراماً.

### في الثقافة
كانت للفضّة حضور في الأساطير على اختلاف الثقافات. أورد الشاعر الإغريقي هسيودوس في عمله الأعمال والأيام ذكر عصور الإنسان المختلفة ونسبها إلى الفلزّات المعروفة في ذلك الزمن، ومن بينها الفضّة؛ ثم أعاد أوفيد لاحقاً سرداً مختلفاً للقصّة، واضعاً الفضّة في المرتبة الثانية بعد الذهب وقبل البرونز. ولا يزال هذا العرف مستخدماً إلى الوقت الحالي بوضع الفضّة درجة ثانية بعد الذهب، فمثلاً ينال الحائز على المرتبة الثانية في الألعاب الأولمبية على ميدالية فضّية، ويطبّق الأمر على الجوائز في المجالات المختلفة. بالمقابل تعدّ جائزة ورقة الغار الفضّية أعلى الجوائز الرياضية مرتبةً في ألمانيا، وتعطى للرياضيين أو الفرق الرياضية ذوي الإنجازات المتميّزة.
في فلكلور بعض الشعوب يرد ذكر الفضّة بكونها ذات قوىً سحرية، فعلى سبيل المثال يعتقد أن طلقة مصبوبة من الفضّة هي وحدها القادرة على مواجهة المستذئب أو المشعوذين أو أيّة وحوش أخرى. ومن ذلك أتى مصطلح طلقة فضّية للإشارة إلى أيّ حلّ سهل ذي تأثير فعّال أو خارق؛ ويستخدم ذلك المصطلح أحياناً في الأدبيّات العلمية.
اليوبيل الفضي احتفالية بمرور 25 سنة على مناسبة معيّنة؛ بالمقابل في المعنى السلبي تمثّل الفضّة كما الذهب الجشع في العديد من الثقافات المختلفة.

### في اللغة
في اللغة العربية
من أسماء الفضّة في اللغة العربية: اللجين والصولج والورق؛ أمّا الصريف فهي الفضّة الخالصة.
ووردت الفضّة كما الذهب في عددٍ من أبيات الشعر العربي، منها قول المتنبّي:
في اللغات الأجنبية
تظهر كلمة "silver" في اللغة الإنجليزية القديمة بتهجئات مختلفة مثل seolfor وsiolfor؛ كما يظهر نمط مشابه في اللغات الجرمانية القديمة silabar وsilbir؛ وتعود جميعها إلى الجذر *silubra- في اللغة الجرمانية البدائية.
يشتقّ الرمز الكيميائي Ag للفضّة من الكلمة اللاتينية argentum وذلك من من الجذر الهندي الأوروبي البدائي *h₂erǵ- بمعنى «أبيض» أو «لامع». لا يوجد ترابط بين التسمية في اللغات اللاتينية وبين اللغات الجرمانية أو البلطيقية السلافية؛ بالمقابل يوجد تشابه نوعاً ما بين اسم الفضّة في عائلتي اللغات المذكورتين، ويمكن أن يكون لهما نفس الجذر، فمثلاً الفضّة في الروسية серебро (تقرأ serebro) وفي البولندية srebro وفي اللغة الليتوانية sidabras. إلّا أنّ هذا الادّعاء غير مؤكّد، إذ اقترح بعض الباحثين أنّ الأصل يعود إلى الكلمة الأكّادية sarpu والتي تعطي معنى يدلّ على التنقية أو الصهر.

### باللغة العربية
1. ↑  "الفضّة". مجلة القافلة من أرامكو. مؤرشف من الأصل في 26 أغسطس 2018. اطلع عليه بتاريخ 2018. {{استشهاد ويب}}: تحقق من التاريخ في: |تاريخ الوصول= (مساعدة)
2. ↑  ابتسام عازم. "سفيرة الفضّة اليمنية". العربي الجديد. مؤرشف من الأصل في 9 فبراير 2020. اطلع عليه بتاريخ 2018. {{استشهاد ويب}}: تحقق من التاريخ في: |تاريخ الوصول= (مساعدة)
3. ↑  "المعادن في القرآن الكريم". IslamQT. مؤرشف من الأصل في 14 يوليو 2018. اطلع عليه بتاريخ 2018. {{استشهاد ويب}}: تحقق من التاريخ في: |تاريخ الوصول= (مساعدة)
4. ↑  ظافر بن حسن آل جَبعان. "كيف نخرج زكاة الذهب والفضّة اليوم؟". موقع صيد الفوائد. مؤرشف من الأصل في 26 سبتمبر 2018. اطلع عليه بتاريخ 2018. {{استشهاد ويب}}: تحقق من التاريخ في: |تاريخ الوصول= (مساعدة)
5. ↑  أحمد بن مصطفى الدمشقي اللبابيدي. "أسماء الفضّة في كتاب اللطائف في اللغة، معجم أسماء الأشياء". المكتبة الشاملة. مؤرشف من الأصل في 17 أكتوبر 2018. اطلع عليه بتاريخ 2018. {{استشهاد ويب}}: تحقق من التاريخ في: |تاريخ الوصول= (مساعدة)
6. ↑  عبد الرحمن بن سعود بن ناصر الهواوي. "المتنبي معادن وأحجار وشعر". صحيفة الجزيرة. مؤرشف من الأصل في 14 يوليو 2018. اطلع عليه بتاريخ 2018. {{استشهاد ويب}}: تحقق من التاريخ في: |تاريخ الوصول= (مساعدة)

### بلغات أجنبية
1. ↑  "BULLION VS. NUMISMATIC COINS: Difference between Bullion and Numismatic Coins". www.providentmetals.com (بالإنجليزية). Archived from the original on 2018-11-19. Retrieved 2017-12-17.
2. ↑  "'World has 5 times more gold than silver' | Latest News & Updates at Daily News & Analysis". dna (بالإنجليزية الأمريكية). 3 Mar 2009. Archived from the original on 2018-02-14. Retrieved 2017-12-17.
3. ↑  Weeks, p. 4
4. 1 2 3  Greenwood and Earnshaw, pp. 1173–4
5. ↑  Readon، Arthur C. (2011). Metallurgy for the Non-Metallurgist. ASM International. ص. 73–84. ISBN:978-1-61503-821-3.
6. ↑  Weeks, pp. 14–19
7. 1 2 3 4 5 6 7  Ullmann, pp. 16–9
8. 1 2 3 4 5 6 7  Hammond، C. R. (2004). The Elements, in Handbook of Chemistry and Physics (ط. 81st). CRC press. ISBN:0-8493-0485-7. مؤرشف من الأصل في 2019-12-17.
9. ↑  Maria Grazia Melis. "Silver in Neolithic and Eneolithic Sardinia, in H. Meller/R. Risch/E. Pernicka (eds.), Metalle der Macht – Frühes Gold und Silber. 6. Mitteldeutscher Archäologentag vom 17. bis 19. Oktober 2013 in Halle (Saale), Tagungen des Landesmuseums für". مؤرشف من الأصل في 2018-11-18.
10. 1 2  Emsley، John (2011). Nature's building blocks: an A-Z guide to the elements. Oxford University Press. ص. 492–8. ISBN:978-0-19-960563-7. مؤرشف من الأصل في 2022-06-01.
11. ↑  Patterson، C. C. (1972). "Silver Stocks and Losses in Ancient and Medieval Times". The Economic History Review. ج. 25 ع. 2: 205–235 (216, table 2, 228, table 6). DOI:10.1111/j.1468-0289.1972.tb02173.x.
12. ↑  de Callataÿ، François (2005). "The Greco-Roman Economy in the Super Long-Run: Lead, Copper, and Shipwrecks". Journal of Roman Archaeology. ج. 18: 361–372 (365f.). DOI:10.1017/s104775940000742x.
13. ↑  Carol A. Schultze؛ Charles Stanish؛ David A. Scott؛ Thilo Rehren؛ Scott Kuehner؛ James K. Feathers (2009). "Direct evidence of 1,900 years of indigenous silver production in the Lake Titicaca Basin of Southern Peru". Proceedings of the National Academy of Sciences of the United States of America. ج. 106 ع. 41: 17280–17283. Bibcode:2009PNAS..10617280S. DOI:10.1073/pnas.0907733106. PMC:2754926. PMID:19805127. مؤرشف من الأصل في 2018-08-10. اطلع عليه بتاريخ 2013-05-22.
14. ↑  Flynn، Dennis O.؛ Giraldez، Arturo (1995). "Born with a "Silver Spoon"". Journal of World History. ج. 2: 210.
15. ↑  Frank، Andre Gunder (1998). ReOrient: Global Economy in the Asian Age. Berkeley: University of California Press. ص. 131. مؤرشف من الأصل في 2021-08-26.
16. ↑  von Glahn، Richard (1996). "Myth and Reality of China's Seventeenth Century Monetary Crisis". Journal of Economic History. ج. 2: 132.
17. ↑  A. F. Holleman, E. Wiberg, N. Wiberg: Lehrbuch der Anorganischen Chemie. 102. Auflage. de Gruyter, Berlin 2007, ISBN 978-3-11-017770-1, P. 1433.
18. ↑  Greenwood and Earnshaw, pp. 1174–6
19. ↑  Mineral Species containing Silver (Ag). auf: webmineral.com. نسخة محفوظة 29 يونيو 2017 على موقع واي باك مشين.
20. ↑  CPM Group (2011). CPM Silver Yearbook. New York: Euromoney Books. ص. 68. ISBN:978-0-9826741-4-7.
21. ↑  "Preliminary Economic Assessment Technical Report 43-101" (PDF). South American Silver Corp. مؤرشف من الأصل في 2012-01-19.
22. ↑  "Why Are Kyrgyzstan and Tajikistan So Split on Foreign Mining?". EurasiaNet.org. 7 أغسطس 2013. مؤرشف من الأصل في 2018-07-14. اطلع عليه بتاريخ 2013-08-19.
23. ↑  Mindat - Silver (mindat). نسخة محفوظة 30 يوليو 2018 على موقع واي باك مشين.
24. 1 2  Hilliard, Henry E. "Silver". USGS. مؤرشف من الأصل في 2019-01-09.
25. ↑  Kassianidou, V. 2003. Early Extraction of Silver from Complex Polymetallic Ores, in Craddock, P.T. and Lang, J (eds) Mining and Metal production through the Ages. London, British Museum Press: 198–206
26. ↑  Craddock, P. T. 1995. Early metal mining and production. Edinburgh: Edinburgh University Press. p. 223
27. ↑  
Bayley, J., Crossley, D. and Ponting, M. (eds). 2008. Metals and Metalworking. A research framework for archaeometallurgy. Historical Metallurgy Society 6.
28. ↑  Pernicka, E., Rehren, Th., Schmitt-Strecker, S. 1998. Late Uruk silver production by cupellation at Habuba Kabira, Syria in Metallurgica Antiqua : in honour of Hans-Gert Bachmann and Robert Maddin by Bachmann, H. G, Maddin, Robert, Rehren, Thilo, Hauptmann, Andreas, Muhly, James David, Deutsches Bergbau-Museum: 123–134.
29. 1 2 3  "Atomic Weights of the Elements 2007 (IUPAC)". مؤرشف من الأصل في 2017-09-06. اطلع عليه بتاريخ 2009-11-11.
30. ↑  "Atomic Weights and Isotopic Compositions for All Elements (NIST)". مؤرشف من الأصل في 2019-04-19. اطلع عليه بتاريخ 2009-11-11.
31. 1 2  Audi، Georges؛ Bersillon، O.؛ Blachot، J.؛ Wapstra، A. H. (2003). "The NUBASE Evaluation of Nuclear and Decay Properties". Nuclear Physics A. Atomic Mass Data Center. ج. 729: 3–128. Bibcode:2003NuPhA.729....3A. DOI:10.1016/j.nuclphysa.2003.11.001. مؤرشف من الأصل في 2019-04-02.
32. ↑  "Atomic Weights and Isotopic Compositions for Silver (NIST)". مؤرشف من الأصل في 2017-05-25. اطلع عليه بتاريخ 2009-11-11.
33. ↑  Cameron، A. G. W. (1973). "Abundance of the Elements in the Solar System" (PDF). Space Science Reviews. ج. 15: 121–146. Bibcode:1973SSRv...15..121C. DOI:10.1007/BF00172440. مؤرشف من الأصل (PDF) في 2016-12-28.
34. ↑  Kelly، William R.؛ Wasserburg، G. J. (1978). "Evidence for the existence of 107Pd in the early solar system" (PDF). Geophysical Research Letters. ج. 5 ع. 12: 1079–1082. Bibcode:1978GeoRL...5.1079K. DOI:10.1029/GL005i012p01079. مؤرشف من الأصل (PDF) في 2017-12-02.
35. ↑  Russell، Sara S.؛ Gounelle، Matthieu؛ Hutchison، Robert (2001). "Origin of Short-Lived Radionuclides". Philosophical Transactions of the Royal Society A. ج. 359 ع. 1787: 1991–2004. Bibcode:2001RSPTA.359.1991R. DOI:10.1098/rsta.2001.0893. JSTOR:3066270.
36. ↑  Masuda, Hideki (2016). "Combined Transmission Electron Microscopy – In situ Observation of the Formation Process and Measurement of Physical Properties for Single Atomic-Sized Metallic Wires". في Janecek, Milos؛ Kral, Robert (المحررون). Modern Electron Microscopy in Physical and Life Sciences. InTech. DOI:10.5772/62288. ISBN:978-953-51-2252-4.
37. ↑  Greenwood and Earnshaw, p. 1178
38. ↑  George L. Trigg؛ Edmund H. Immergut (1 نوفمبر 1992). Encyclopedia of applied physics. VCH Publishers. ج. 4: Combustion to Diamagnetism. ص. 267–272. ISBN:978-3-527-28126-8. مؤرشف من الأصل في 2019-12-15. اطلع عليه بتاريخ 2011-05-02.
39. ↑  Greenwood and Earnshaw, p. 1177
40. ↑  Alex Austin (2007). The Craft of Silversmithing: Techniques, Projects, Inspiration. Sterling Publishing Company, Inc. ص. 43. ISBN:1-60059-131-0.
41. ↑  Edwards، H. W.؛ Petersen، R. P. (1936). "Reflectivity of evaporated silver films". Physical Review. ج. 50 ع. 9: 871. Bibcode:1936PhRv...50..871E. DOI:10.1103/PhysRev.50.871.
42. ↑  "Silver vs. Aluminum". Gemini Observatory. مؤرشف من الأصل في 2018-11-06. اطلع عليه بتاريخ 2014-08-01.
43. ↑  Russell AM & Lee KL 2005, Structure-property relations in nonferrous metals, Wiley-Interscience, New York, (ردمك 0-471-64952-X). p. 302. نسخة محفوظة 27 يناير 2017 على موقع واي باك مشين.
44. ↑  Nichols، Kenneth D. (1987). The Road to Trinity. Morrow, New York: Morrow. ص. 42. ISBN:0-688-06910-X. مؤرشف من الأصل في 2022-05-07.{{استشهاد بكتاب}}:  صيانة الاستشهاد: التاريخ والسنة (link)
45. ↑  Young، Howard (11 سبتمبر 2002). "Eastman at Oak Ridge During World War II". مؤرشف من الأصل في 2012-02-08.
46. ↑  Oman، H. (1992). "Not invented here? Check your history". Aerospace and Electronic Systems Magazine. ج. 7 ع. 1: 51–53. DOI:10.1109/62.127132.
47. ↑  Ullmann, pp. 54–61
48. ↑  Greenwood and Earnshaw, p. 1180
49. ↑  Greenwood and Earnshaw, p. 1176
50. ↑  Lidin RA 1996, Inorganic substances handbook, begell house, New York, (ردمك 1-56700-065-7). p. 5
51. ↑  Goodwin F, Guruswamy S, Kainer KU, Kammer C, Knabl W, Koethe A, Leichtfreid G, Schlamp G, Stickler R & Warlimont H 2005, 'Noble metals and noble metal alloys', in Springer Handbook of Condensed Matter and Materials Data, W Martienssen & H Warlimont (eds), Springer, Berlin, pp. 329–406, (ردمك 3-540-44376-2). p. 341
52. ↑  Greenwood and Earnshaw, p. 1179
53. ↑  Bjelkhagen، Hans I. (1995). Silver-halide recording materials: for holography and their processing. Springer. ص. 156–166. ISBN:3-540-58619-9. مؤرشف من الأصل في 2022-04-28.{{استشهاد بكتاب}}:  صيانة الاستشهاد: التاريخ والسنة (link)
54. ↑  Greenwood and Earnshaw, p. 903
55. ↑  Riedel، Sebastian؛ Kaupp، Martin (2009). "The highest oxidation states of the transition metal elements". Coordination Chemistry Reviews. ج. 253 ع. 5–6: 606–624. DOI:10.1016/j.ccr.2008.07.014.
56. ↑  Greenwood and Earnshaw, pp. 1181–2
57. ↑  Greenwood and Earnshaw, pp. 1183–5
58. ↑  Greenwood and Earnshaw, pp. 1185–7
59. ↑  Cope, A. C.; Bach, R. D.(1973)."trans-Cyclooctene". Org. Synth.; Coll. Vol. 5: 315.
60. ↑  McCloskey C. M.; Coleman, G. H.(1955)."β-d-Glucose-2,3,4,6-Tetraacetate". Org. Synth.; Coll. Vol. 3: 434.
61. ↑  Andreas Brumby et al. "Silver, Silver Compounds, and Silver Alloys" in Ullmann's Encyclopedia of Industrial Chemistry, Wiley-VCH, Weinheim, 2008. دُوِي:10.1002/14356007.a24_107.pub2
62. ↑  Meyer، Rudolf؛ Köhler، Josef؛ Homburg، Axel (2007). Explosives. Wiley–VCH. ص. 284. ISBN:3-527-31656-6. مؤرشف من الأصل في 2020-03-23. {{استشهاد بكتاب}}: الوسيط غير المعروف |last-author-amp= تم تجاهله يقترح استخدام |name-list-style= (مساعدة)
63. ↑  Greenwood and Earnshaw, p. 1188
64. ↑  Greenwood and Earnshaw, p. 1189
65. ↑  Greenwood and Earnshaw, pp. 1195–6
66. ↑  Holliday، A.؛ Pendlebury، R. E. (1967). "Vinyllead compounds I. Cleavage of vinyl groups from tetravinyllead". J. Organomet. Chem. ج. 7 ع. 2: 281–284. DOI:10.1016/S0022-328X(00)91078-7.
67. ↑  Greenwood and Earnshaw, pp. 1199–200
68. ↑  Miller، W. T.؛ Burnard, R. J. (1968). "Perfluoroalkylsilver compounds". J. Am. Chem. Soc. ج. 90 ع. 26: 7367–7368. DOI:10.1021/ja01028a047.
69. ↑  Wang، Harrison M. J.؛ Lin، Ivan J. B. (1998). "Facile Synthesis of Silver(I)−Carbene Complexes. Useful Carbene Transfer Agents". Organometallics. ج. 17 ع. 5: 972–975. DOI:10.1021/om9709704.
70. ↑  Ullmann, pp. 88–91
71. ↑  M. Glehr, A. Leithner, J. Friesenbichler, W. Goessler, A. Avian, D. Andreou, W. Maurer-Ertl, R. Windhager, P.-U. Tunn: Argyria following the use of silver-coated megaprostheses. In: The Bone and Joint Journal. Band 95-B, Ausgabe 7, Juli 2013, S. 988–992.
72. ↑  J. R. Morones-Ramirez, J. A. Winkler u. a.: Silver enhances antibiotic activity against gram-negative bacteria. In: Science translational medicine. Band 5, Nummer 190, Juni 2013, S. 190ra81, doi:10.1126/scitranslmed.3006276. PMID 23785037.
73. ↑  Maillard، Jean-Yves؛ Hartemann، Philippe (2012). "Silver as an antimicrobial: Facts and gaps in knowledge". Critical Reviews in Microbiology. ج. 39 ع. 4: 373–83. DOI:10.3109/1040841X.2012.713323. PMID:22928774.
74. 1 2  "The origins of coinage". britishmuseum.org. مؤرشف من الأصل في 2019-05-24. اطلع عليه بتاريخ 2015-09-21.
75. ↑  "Tetradrachm". Merriam-Webster. مؤرشف من الأصل في 2019-06-09. اطلع عليه بتاريخ 2008-01-20.
76. ↑  Crawford, Michael H. (1974). Roman Republican Coinage, Cambridge University Press, 2 Volumes. (ردمك 0-521-07492-4)
77. ↑  قاموس أكسفورد الإنجليزي, 1st edition, s.v. 'dirhem' نسخة محفوظة 9 فبراير 2020 على موقع واي باك مشين.
78. ↑  etymonline.com (20 سبتمبر 2008). "Etymology of rupee". مؤرشف من الأصل في 2017-07-02. اطلع عليه بتاريخ 2008-09-20.
79. ↑  Ray Woodcock (1 مايو 2009). Globalization from Genesis to Geneva: A Confluence of Humanity. Trafford Publishing. ص. 104–105. ISBN:978-1-4251-8853-5. مؤرشف من الأصل في 2019-12-14. اطلع عليه بتاريخ 2013-08-13.
80. ↑  Thomas J. Osborne (29 نوفمبر 2012). Pacific Eldorado: A History of Greater California. John Wiley & Sons. ص. 31. ISBN:978-1-118-29217-4. مؤرشف من الأصل في 2019-10-25. اطلع عليه بتاريخ 2013-08-13.
81. ↑  Ullmann, pp. 63–5
82. ↑  Current currencies & funds نسخة محفوظة 14 يوليو 2018 على موقع واي باك مشين.
83. ↑  "Buy Silver Bars Online - Silver | LPM". www.lpm.hk (بالإنجليزية). Archived from the original on 2019-05-26. Retrieved 2017-10-14.
84. ↑  Fay, Stephen (1982). Great Silver Bubble. (ردمك 978-0-340-33033-3)
85. ↑  Ullmann, pp. 65–7
86. ↑  Wie funktioniert das Reinigen von angelaufenem Silber? (بالألمانية)
 نسخة محفوظة 04 فبراير 2018 على موقع واي باك مشين.
87. ↑  Beattie، M.؛ Taylor، J. (2011). "Silver alloy vs. Uncoated urinary catheters: A systematic review of the literature". Journal of Clinical Nursing. ج. 20 ع. 15–16: 2098–2108. DOI:10.1111/j.1365-2702.2010.03561.x. PMID:21418360.
88. ↑  Bouadma، L.؛ Wolff، M.؛ Lucet، J. C. (أغسطس 2012). "Ventilator-associated pneumonia and its prevention". Current Opinion in Infectious Diseases. ج. 25 ع. 4: 395–404. DOI:10.1097/QCO.0b013e328355a835. PMID:22744316.
89. ↑  Ullmann, pp. 67–71
90. ↑  Rosenblatt, A.; Stamford, T. C. M.; Niederman, R. (2009). "Silver diamine fluoride: a caries "silver-fluoride bullet"". Journal of Dental Research. ج. 88 ع. 2: 116–125. DOI:10.1177/0022034508329406.
91. ↑  Ullmann, pp. 71–8
92. ↑  Nikitin، Pavel V.؛ Lam، Sander؛ Rao، K. V. S. (2005). "Low Cost Silver Ink RFID Tag Antennas". 2005 IEEE Antennas and Propagation Society International Symposium (PDF). ج. 2B. ص. 353. DOI:10.1109/APS.2005.1552015. ISBN:0-7803-8883-6. مؤرشف من الأصل (PDF) في 2016-03-21. {{استشهاد بكتاب}}: الوسيط |url-status=unknown غير صالح (مساعدة) والوسيط غير المعروف |last-author-amp= تم تجاهله يقترح استخدام |name-list-style= (مساعدة)
93. ↑  Ullmann, pp. 78–81
94. ↑  Ullmann, pp. 81–2
95. ↑  P. A. Kilty, W. M. H. Sachtler: The Mechanism of the Selective Oxidation of Ethylene to Ethylene Oxide. In: Catalysis Reviews. 10, 1974, S. 1–16; doi:10.1080/01614947408079624
96. ↑  H. Sperber: Herstellung von Formaldehyd aus Methanol in der BASF. In: Chemie Ingenieur Technik. 41, 1969, S. 962–966; doi:10.1002/cite.330411705.(بالألمانية)
97. ↑  "A Big Source of Silver Bullion Demand Has Disappeared". BullionVault. مؤرشف من الأصل في 2014-07-28. اطلع عليه بتاريخ 2014-07-20.
98. ↑  Ullmann, p. 82
99. ↑  Martínez-Abad، A.؛ Ocio، M. J.؛ Lagarón، J. M.؛ Sánchez، G. (2013). "Evaluation of silver-infused polylactide films for inactivation of Salmonella and feline calicivirus in vitro and on fresh-cut vegetables". International Journal of Food Microbiology. ج. 162 ع. 1: 89–94. DOI:10.1016/j.ijfoodmicro.2012.12.024. PMID:23376782.
100. ↑  Sarvate، Sarita (4 أبريل 2005). "Silver Coating". India Currents. مؤرشف من الأصل في 2009-02-14. اطلع عليه بتاريخ 2009-07-05. {{استشهاد بخبر}}: الوسيط |url-status=unknown غير صالح (مساعدة)
101. ↑  Meisler، Andy (18 ديسمبر 2005). "A Tempest on a Tea Cart". Los Angeles Times. مؤرشف من الأصل في 2018-10-19.
102. ↑  Ullmann, pp. 83–84
103. ↑  Matthew 26:15
104. ↑  Joseph Eddy Fontenrose: Work, Justice, and Hesiod's Five Ages. In: Classical Philology. V. 69, Nr. 1, 1974, p. 1–16.
105. ↑  Jackson، Robert (1995). Witchcraft and the Occult. Devizes, Quintet Publishing. ص. 25. ISBN:1-85348-888-7.
106. ↑  Стойкова, Стефана. "Дельо хайдутин". Българска народна поезия и проза в седем тома (بالبلغارية). Варна: ЕИ "LiterNet". Vol. Т. III. Хайдушки и исторически песни. ISBN:978-954-304-232-6. Archived from the original on 2018-07-14.
107. ↑  Brooks، Frederick. P., Jr. (1987). "No Silver Bullet – Essence and Accident in Software Engineering" (PDF). Computer. ج. 20 ع. 4: 10–19. DOI:10.1109/MC.1987.1663532. مؤرشف من الأصل (PDF) في 2019-09-13.{{استشهاد بدورية محكمة}}:  صيانة الاستشهاد: أسماء متعددة: قائمة المؤلفين (link)
108. ↑  Chevalier, Jean; Gheerbrant, Alain (2009). Dicționar de Simboluri. Mituri, Vise, Obiceiuri, Gesturi, Forme, Figuri, Culori, Numere [Dictionary of Symbols. Myths, Dreams, Habits, Gestures, Shapes, Figures, Colors, Numbers] (بالرومانية). Polirom. 105. ISBN:978-973-46-1286-4.
109. ↑  
Harper، Douglas (2001–16). "silver". etymonline.com. مؤرشف من الأصل في 2017-05-25. اطلع عليه بتاريخ 2017-03-02.
110. ↑  
Harper، Douglas (2001–16). "argent". etymonline.com. مؤرشف من الأصل في 2017-08-14. اطلع عليه بتاريخ 2017-03-02.